# Joueurs de tennis numéros 1 mondiaux
Les joueurs de tennis numéros 1 mondiaux sont déterminés depuis 1973 par le classement ATP. Avant cette date, ils étaient désignés par des journalistes, des dirigeants ou encore par les joueurs eux-mêmes[réf. nécessaire].
Pour les joueuses de tennis numéros 1 mondiales, voir le classement WTA.

## Première apparition à la tête du classement ATP
En gras : les joueurs en activité.
| 1  | 1973 | Ilie Năstase  |
| 2  | 1974 | John Newcombe |
| 3  | 1974 | Jimmy Connors |
| 4  | 1977 | Björn Borg    |
| 5  | 1980 | John McEnroe  |
| 6  | 1983 | Ivan Lendl    |
| 7  | 1988 | Mats Wilander |
| 8  | 1990 | Stefan Edberg |
| 9  | 1991 | Boris Becker  |
| 10 | 1992 | Jim Courier   |
| 11 | 1993 | Pete Sampras  |
| 12 | 1995 | Andre Agassi  |
| 13 | 1996 | Thomas Muster |
| 14 | 1998 | Marcelo Ríos  |
| 15 | 1999 | Carlos Moyà   |

| 16 | 1999 | Ievgueni Kafelnikov |
| 17 | 1999 | Patrick Rafter      |
| 18 | 2000 | Marat Safin         |
| 19 | 2000 | Gustavo Kuerten     |
| 20 | 2001 | Lleyton Hewitt      |
| 21 | 2003 | Juan Carlos Ferrero |
| 22 | 2003 | Andy Roddick        |
| 23 | 2004 | Roger Federer       |
| 24 | 2008 | Rafael Nadal        |
| 25 | 2011 | Novak Djokovic      |
| 26 | 2016 | Andy Murray         |
| 27 | 2022 | Daniil Medvedev     |
| 28 | 2022 | Carlos Alcaraz      |
| 29 | 2024 | Jannik Sinner       |

## Chronologie des numéros 1 depuis 1973

### Semaines passées à la tête du classement ATP
Section mise à jour à la semaine du 18 août 2025.
| #                                            | Joueur              | Semaines no 1 |
| -------------------------------------------- | ------------------- | ------------- |
| 1.                                           | Novak Djokovic      | 428           |
| 2.                                           | Roger Federer       | 310           |
| 3.                                           | Pete Sampras        | 286           |
| 4.                                           | Ivan Lendl          | 270           |
| 5.                                           | Jimmy Connors       | 268           |
| 6.                                           | Rafael Nadal        | 209           |
| 7.                                           | John McEnroe        | 170           |
| 8.                                           | Björn Borg          | 109           |
| 9.                                           | Andre Agassi        | 101           |
| 10.                                          | Lleyton Hewitt      | 80            |
| 11.                                          | Stefan Edberg       | 72            |
| 12.                                          | Jim Courier         | 58            |
| 13.                                          | Jannik Sinner *     | 63            |
| 10.                                          | Gustavo Kuerten     | 43            |
| 14.                                          | Andy Murray         | 41            |
| 16.                                          | Ilie Năstase        | 40            |
| 17.                                          | Carlos Alcaraz      | 36            |
| 18.                                          | Mats Wilander       | 20            |
| 19.                                          | Daniil Medvedev     | 16            |
| 20.                                          | Andy Roddick        | 13            |
| 21.                                          | Boris Becker        | 12            |
| 22.                                          | Marat Safin         | 9             |
| 23.                                          | Juan Carlos Ferrero | 8             |
| 23.                                          | John Newcombe       | 8             |
| 25.                                          | Ievgueni Kafelnikov | 6             |
| 25.                                          | Thomas Muster       | 6             |
| 25.                                          | Marcelo Ríos        | 6             |
| 28.                                          | Carlos Moyà         | 2             |
| 29.                                          | Patrick Rafter      | 1             |
| En gras : joueur en activité * : no 1 actuel |                     |               |

| #                                                                         | Joueur             | Série |
| ------------------------------------------------------------------------- | ------------------ | ----- |
| 1.                                                                        | Roger Federer      | 237   |
| 2.                                                                        | Jimmy Connors      | 160   |
| 3.                                                                        | Ivan Lendl         | 157   |
| 4.                                                                        | Novak Djokovic     | 122   |
| 5.                                                                        | Pete Sampras       | 102   |
| 6.                                                                        | Novak Djokovic (2) | 86    |
| 7.                                                                        | Jimmy Connors (2)  | 84    |
| 8.                                                                        | Pete Sampras (2)   | 82    |
| 9.                                                                        | Ivan Lendl (2)     | 80    |
| 10.                                                                       | Lleyton Hewitt     | 75    |
| 11.                                                                       | Jannik Sinner *    | 63    |
| 12.                                                                       | John McEnroe       | 58    |
| 13.                                                                       | Rafael Nadal       | 56    |
| 14.                                                                       | John McEnroe (2)   | 53    |
| 14.                                                                       | Novak Djokovic (3) | 53    |
| 15.                                                                       | Andre Agassi       | 52    |
| 15.                                                                       | Novak Djokovic (4) | 52    |
| 17.                                                                       | Roger Federer (2)  | 48    |
| 17.                                                                       | Novak Djokovic (5) | 48    |
| 20.                                                                       | Björn Borg         | 46    |
| 20.                                                                       | Rafael Nadal (2)   | 46    |
| En gras : joueur en activité * : no 1 actuel En souligné : série en cours |                    |       |

### Première Période
| #  | Joueur         | Semaines |
| -- | -------------- | -------- |
| 1  | Roger Federer  | 237      |
| 2  | Jimmy Connors  | 160      |
| 3  | Lleyton Hewitt | 75       |
| 4  | Jannik Sinner  | 63       |
| 5  | Novak Djokovic | 53       |
| 6  | Rafael Nadal   | 46       |
| 7  | Andy Murray    | 41       |
| 8  | Ilie Năstase   | 40       |
| 9  | Andre Agassi   | 30       |
| 10 | Stefan Edberg  | 24       |

#### Par pays
| #                                            | Pays            | Nombre de | Nombre de | Joueurs                                                                            |
| #                                            | Pays            | Semaines  | Joueurs   | Joueurs                                                                            |
| -------------------------------------------- | --------------- | --------- | --------- | ---------------------------------------------------------------------------------- |
| 1.                                           | États-Unis      | 896       | 6         | Jimmy Connors, John McEnroe, Jim Courier, Pete Sampras, Andre Agassi, Andy Roddick |
| 2.                                           | Serbie          | 428       | 1         | Novak Djokovic                                                                     |
| 3.                                           | Suisse          | 310       | 1         | Roger Federer                                                                      |
| 4.                                           | Tchécoslovaquie | 270       | 1         | Ivan Lendl                                                                         |
| 5.                                           | Espagne         | 255       | 4         | Carlos Moyà, Juan Carlos Ferrero, Rafael Nadal, Carlos Alcaraz                     |
| 6.                                           | Suède           | 201       | 3         | Björn Borg, Mats Wilander, Stefan Edberg                                           |
| 7.                                           | Australie       | 89        | 3         | John Newcombe, Patrick Rafter, Lleyton Hewitt                                      |
| 8.                                           | Italie          | 63        | 1         | Jannik Sinner *                                                                    |
| 9.                                           | Brésil          | 43        | 1         | Gustavo Kuerten                                                                    |
| 10.                                          | Royaume-Uni     | 41        | 1         | Andy Murray                                                                        |
| 11.                                          | Roumanie        | 40        | 1         | Ilie Năstase                                                                       |
| 12.                                          | Russie          | 31        | 3         | Ievgueni Kafelnikov, Marat Safin, Daniil Medvedev                                  |
| 13.                                          | Allemagne       | 12        | 1         | Boris Becker                                                                       |
| 14.                                          | Autriche        | 6         | 1         | Thomas Muster                                                                      |
| 14.                                          | Chili           | 6         | 1         | Marcelo Ríos                                                                       |
| En gras : joueur en activité * : no 1 actuel |                 |           |           |                                                                                    |

## Chronologie des numéros 1 en fin de saison

### Depuis 1973
| Année | N° 1          | pts ATP |
| ----- | ------------- | ------- |
| 1973  | Ilie Năstase  | -       |
| 1974  | Jimmy Connors | -       |
| 1975  | Jimmy Connors | -       |
| 1976  | Jimmy Connors | -       |
| 1977  | Jimmy Connors | -       |
| 1978  | Jimmy Connors | -       |
| 1979  | Björn Borg    | -       |
| 1980  | Björn Borg    | -       |
| 1981  | John McEnroe  | -       |
| 1982  | John McEnroe  | -       |

| Année | N° 1          | pts ATP |
| ----- | ------------- | ------- |
| 1983  | John McEnroe  | -       |
| 1984  | John McEnroe  | -       |
| 1985  | Ivan Lendl    | -       |
| 1986  | Ivan Lendl    | -       |
| 1987  | Ivan Lendl    | -       |
| 1988  | Mats Wilander | -       |
| 1989  | Ivan Lendl    | -       |
| 1990  | Stefan Edberg | 3 889   |
| 1991  | Stefan Edberg | 3 515   |
| 1992  | Jim Courier   | 3 599   |

| Année | N° 1            | pts ATP |
| ----- | --------------- | ------- |
| 1993  | Pete Sampras    | 4 128   |
| 1994  | Pete Sampras    | 5 097   |
| 1995  | Pete Sampras    | 4 842   |
| 1996  | Pete Sampras    | 3 760   |
| 1997  | Pete Sampras    | 3 666   |
| 1998  | Pete Sampras    | 3 131   |
| 1999  | Andre Agassi    | 4 059   |
| 2000  | Gustavo Kuerten | 4 195   |
| 2001  | Lleyton Hewitt  | 4 365   |
| 2002  | Lleyton Hewitt  | 4 485   |

| Année | N° 1           | pts ATP |
| ----- | -------------- | ------- |
| 2003  | Andy Roddick   | 4 535   |
| 2004  | Roger Federer  | 6 335   |
| 2005  | Roger Federer  | 6 725   |
| 2006  | Roger Federer  | 8 370   |
| 2007  | Roger Federer  | 7 180   |
| 2008  | Rafael Nadal   | 6 675   |
| 2009  | Roger Federer  | 10 550  |
| 2010  | Rafael Nadal   | 12 450  |
| 2011  | Novak Djokovic | 13 630  |
| 2012  | Novak Djokovic | 12 920  |

| Année | N° 1           | pts ATP |
| ----- | -------------- | ------- |
| 2013  | Rafael Nadal   | 13 030  |
| 2014  | Novak Djokovic | 11 360  |
| 2015  | Novak Djokovic | 16 585  |
| 2016  | Andy Murray    | 12 410  |
| 2017  | Rafael Nadal   | 10 645  |
| 2018  | Novak Djokovic | 9 045   |
| 2019  | Rafael Nadal   | 9 985   |
| 2020  | Novak Djokovic | 12 030  |
| 2021  | Novak Djokovic | 11 540  |
| 2022  | Carlos Alcaraz | 6 820   |

| Année | N° 1           | pts ATP |
| ----- | -------------- | ------- |
| 2023  | Novak Djokovic | 11 245  |
| 2024  | Jannik Sinner  | 11 830  |

| Total | Joueur         | Saisons consécutives | 1re saison | Dernière saison | De la 1re à dernière |
| ----- | -------------- | -------------------- | ---------- | --------------- | -------------------- |
| 8     | Novak Djokovic | 2                    | 2011       | 2023            | 13                   |
| 6     | Pete Sampras   | 6                    | 1993       | 1998            | 6                    |
| 5     | Jimmy Connors  | 5                    | 1974       | 1978            | 5                    |
| 5     | Roger Federer  | 4                    | 2004       | 2009            | 6                    |
| 5     | Rafael Nadal   | 1                    | 2008       | 2019            | 12                   |
| 4     | John McEnroe   | 4                    | 1981       | 1984            | 4                    |
| 4     | Ivan Lendl     | 3                    | 1985       | 1989            | 5                    |
| 2     | Björn Borg     | 2                    | 1979       | 1980            | 2                    |
| 2     | Stefan Edberg  | 2                    | 1990       | 1991            | 2                    |
| 2     | Lleyton Hewitt | 2                    | 2001       | 2002            | 2                    |

### Détails depuis 1877
Avant 1973 aucun classement mondial informatique n'existait mais seuls des journalistes ou des officiels (à titre privé) ou des promoteurs ou les joueurs eux-mêmes proposaient leur propre classement annuel.
En 1973 l'ATP publia ses classements toutes les deux semaines puis quelques années plus tard (probablement en 1977) chaque semaine. Cependant ces classements présentaient de nombreuses imperfections dans les années 1970 et 80 car ils ne prenaient pas en compte des grandes compétitions comme la Coupe Davis, les WCT Finals ou le Masters (appelé plus tard « the Singles Championship » et depuis 2000 la Masters Cup) et car ils n'accordaient pas suffisamment de points aux tournois du Grand Chelem. Depuis, des progrès ont été effectués puisque désormais la Masters Cup accorde des points.
Par conséquent d'autres classements proposés par des connaisseurs du tennis peuvent être quelquefois meilleurs que le classement informatique : de 1973 à 2006 cette liste des deux meilleurs joueurs du monde peut différer de celle proposée par l'ATP puisqu'elle est tirée de classements « humains ». En particulier Connors a été classé cinq fins d'année de suite, de 1974 à 1978, numéro 1 mondial par l'ATP mais la majorité des connaisseurs contestaient à juste titre ce résultat : en 1975 la quasi-totalité des grands spécialistes (parmi eux John Barrett, Bud Collins, Barry Lorge, Judith Elian) classèrent Arthur Ashe no 1 mondial bien que le classement informatique ne lui attribuât que la 4e; en 1977 personne, hormis le classement ATP, ne considérait Connors comme le meilleur joueur du monde : tous placèrent Borg et Vilas aux deux premières places ; enfin en 1978 personne, sauf le classement ATP, ne douta de la domination de Borg qui fut même intronisé Champion du Monde par la Fédération Internationale de Tennis (FIT). Autres exemples : la quasi-totalité des gens considérèrent qu'en 1982 et en 1989 les champions du monde furent respectivement Connors et Becker, tous deux ayant réussi le doublé Wimbledon-US Open même si l'ATP classa respectivement McEnroe et Lendl numéros 1 « informatiques ». Depuis le milieu des années 1990, le classement ATP (depuis 2000 les classements « Race » et technique) sont plus ou moins acceptés comme les classements officiels mais certaines personnes les contestent quelquefois (par exemple en 1999 beaucoup estimèrent que Sampras était le véritable dauphin d'Agassi et non pas Kafelnikov, deuxième à l'ATP). Enfin depuis 1978 la FIT (au début par l'intermédiaire de Sedgman, Hoad et Tony Trabert) désigne le Champion du Monde. 
Avant 1913 très peu de sources sont disponibles mais par exemple Richard Yallop dans Royal South Yarra Lawn Tennis Club 100 Years in Australian Tennis écrivit que Norman Brookes fut champion du monde en 1907 et Len and Shelley Richardson dans Anthony Wilding A Sporting Life citent les opinions de A.E. Crawley's (un journaliste Britannique du début du XXe siècle) et d'Anthony Wilding, le grand joueur néo-zélandais de l'époque.
A. = Amateur P. = Professionnel
| Année | Numéro 1 mondial                                                                                    | Numéro 2 mondial                         | Source du classement et précisions |
| ----- | --------------------------------------------------------------------------------------------------- | ---------------------------------------- | --- |
| 1877  | Spencer Gore A. (GB)                                                                                |                                          | Methven Brownlee: Lawn Tennis Spencer Gore est le champion de Wimbledon |
| 1878  | Frank Hadow A. (GB)                                                                                 |                                          | Methven Brownlee: Lawn Tennis Hadow est le champion de Wimbledon |
| 1879  | John Hartley A. (GB)                                                                                |                                          | Methven Brownlee: Lawn Tennis Hartley est le champion de Wimbledon |
| 1880  | John Hartley A. (GB)                                                                                |                                          | Methven Brownlee: Lawn Tennis Hartley remporte le seul match qu'il dispute (principe du « challenge round ») contre Herbert Fortescue Lawford à Wimbledon. |
| 1881  | William Renshaw A. (GB)                                                                             |                                          | R. Osborn (qui a classé le Top7 des joueurs britanniques), comme indiqué dans l'encyclopédie de Lance Tingay William Renshaw est le champion de Wimbledon et le vainqueur du championnat d'Irlande (disputé au Fitzwilliam C.C. à Dublin). |
| 1882  | William Renshaw A. (GB)                                                                             | Ernest Renshaw A. (GB)                   | Methven Brownlee: Lawn Tennis William Charles Renshaw est champion d'Irlande et de Wimbledon, son frère James Ernest étant à chaque fois le challengeur (c'est-à-dire le vainqueur du tableau éliminatoire). |
| 1883  | William Renshaw A. (GB)                                                                             | Ernest Renshaw A. (GB)                   | Methven Brownlee: Lawn Tennis William Renshaw a remporté son unique match en challenge round de Wimbledon face au champion d'Irlande, son propre frère Ernest Renshaw. |
| 1884  | William Renshaw A. (GB)                                                                             | Herbert Lawford A. (GB)                  | The Pastime classification of British players : 1. W.C. Renshaw 2. Lawford William Renshaw a remporté son unique match en challenge round de Wimbledon face au champion d'Irlande, Lawford. |
| 1885  | William Renshaw A. (GB)                                                                             | Herbert Lawford A. (GB)                  | The Pastime classification of British players : 1. W.C. Renshaw 2. Lawford William Renshaw a remporté son unique match en challenge round de Wimbledon face au champion d'Irlande, Lawford. |
| 1886  | William Renshaw A. (GB)                                                                             | Herbert Lawford A. (GB)                  | The Pastime classification of British players : 1. W.C. Renshaw 2. Lawford William Renshaw a remporté son unique match en challenge round de Wimbledon face au champion d'Irlande, Lawford. |
| 1887  | Ernest Renshaw A. (GB) - Herbert Lawford A. (GB)                                                    |                                          | The Pastime classification of British players : 1-2. Lawford, J.E.Renshaw Lawford bat Ernest Renshaw à Wimbledon mais perd contre lui au championnat d'Irlande. Aucun d'entre eux n'atteint le niveau de William Renshaw l'année précédente qui n'est pas venu cette année car il est blessé. |
| 1888  | Ernest Renshaw A. (GB)                                                                              |                                          | The Pastime classification of British players : 1. J.E. Renshaw 2-4. W.C Renshaw, Hamilton, Lewis Ernest Renshaw est le champion d'Irlande et de Wimbledon. Hamilton est le challengeur au championnat d'Irlande et le vainqueur du championnat de Northern England (Manchester). |
| 1889  | Willoughby Hamilton A. (IRL) - William Renshaw A. (GB)                                              |                                          | The Pastime classification of British players : 1-2. W.C. Renshaw, Hamilton Hamilton a battu William Renshaw (une fois de plus vainqueur de Wimbledon) au championnat d'Irlande et a aussi remporté le championnat de Northern England, mais a perdu en demi-finale de Wimbledon contre Harry Barlow. |
| 1890  | Willoughby Hamilton A. (IRL) - Joshua Pim A. (GB)                                                   |                                          | The Pastime classification of British players : 1-2. Hamilton, Pim Hamilton remporte Wimbledon, mais perd contre Pim au Northern Championship à Liverpool et contre Lewis au championnat d'Irlande à Dublin (ce dernier bien que champion d'Irlande a subi ailleurs des défaites sévères contre Pim et D. Grainger Chaytor). |
| 1891  | Ernest Lewis A. (GB) - Wilfred Baddeley A. (GB) - Joshua Pim A. (IRL)                               | tous les 3 ex aequo                      | The Pastime classification of British players : 1-3. W. Baddeley, Lewis, Pim Lewis est champion d'Irlande et Baddeley champion de Wimbledon mais ils ne se sont pas rencontrés. Tous deux ont battu Pim mais Pim a aussi vaincu Baddeley au Northern Champ à Liverpool. |
| 1892  | Ernest Renshaw A. (GB) - Wilfred Baddeley A. (GB)                                                   |                                          | The Pastime classification of British players : 1-2. J.E. Renshaw, W. Baddeley Ernest Renshaw est champion d'Irlande et Baddeley champion de Wimbledon (en l'absence de Renshaw), mais ils ne se sont pas rencontrés. |
| 1893  | Joshua Pim A. (IRL)                                                                                 | Wilfred Baddeley A. (GB)                 | The Pastime classification of British players : 1. Pim 2. W. Baddeley Pim gagne Wimbledon, le championnat d'Irlande et d'Angleterre du Nord (Northern England) : personne d'autre n'avait jusqu'alors réalisé ce triplé la même année. Il bat notamment deux fois Baddeley. |
| 1894  | Joshua Pim A. (IRL)                                                                                 | Wilfred Baddeley A. (GB)                 | The Pastime classification of British players : 1. Pim 2. W. Baddeley Pim défend avec succès ses titres de Wimbledon et d'Irlande. Wilfred Baddeley est le challengeur à Wimbledon et remporte le championnat de Northern England en vainquant Pim et récidive lors d'une rencontre internationale. |
| 1895  | Joshua Pim A. (IRL) - Wilfred Baddeley A. (GB)                                                      | tous les 2 ex aequo                      | The Pastime classification of British players : 1-2. W. Baddeley, Pim Pim est encore champion d'Irlande en dominant très nettement Wilberforce Vaughan Eaves, mais il est absent de Wimbledon où Baddeley remporte le tournoi, de faible densité, en dominant Eaves. |
| 1896  | Wilfred Baddeley A. (GB)                                                                            | Harold Mahony A. (IRL)                   | The Lawn Tennis classification of British players (dans l'ordre alphabétique, les tournois sur courts couverts et les tournois étrangers n'étant pas pris en compte) : 1. W. Baddeley 2. Mahony Baddeley a défait Mahony à la fois au championnat d'Irlande et à celui de Northern England Championships, mais s'est incliné contre ce même adversaire à Wimbledon. |
| 1897  | Reginald Frank Doherty A. (GB) - Wilberforce Eaves A. (GB) - Robert Wrenn A. (USA)                  | tous les 3 ex aequo                      | The Lawn Tennis classification of British players (dans l'ordre alphabétique, les tournois sur courts couverts et les tournois étrangers n'étant pas pris en compte) : 1. W. Baddeley, R. Doherty, Eaves Classement US: 1. Wrenn 2. Larned 3. Eaves Il y a très peu de différence entre les meilleurs joueurs. Doherty, champion de Wimbledon, est battu par le champion d'Irlande, Eaves, à Dublin, par Baddeley au championnat de Northern England et par Mahony en match international. Cependant Doherty les bat tous à Wimbledon. Wrenn domine Eaves au championnat des États-Unis mais perd contre Larned à Boston. |
| 1898  | Reginald Frank Doherty A. (GB)                                                                      | Hugh Lawrence « Laurie » Doherty A. (GB) | The Lawn Tennis classification of British players (dans l'ordre alphabétique, les tournois sur courts couverts et les tournois étrangers n'étant pas pris en compte) : 1-5. D.G. Chaytor, H.L. Doherty (probablement le plus constant), R.F. Doherty, W.V Eaves, S.H. Smith Le champion de Wimbledon Reggie Doherty perd contre Mahony à Dublin lors du championnat d'Irlande. Laurie Doherty bat Mahony à Wimbledon, mais perd en challenge round contre son frère. |
| 1899  | Reginald Frank Doherty A. (GB)                                                                      | Sydney Smith A. (GB)                     | The Lawn Tennis classification of British players (dans l'ordre alphabétique, les tournois sur courts couverts et les tournois étrangers n'étant pas pris en compte) : 1. R.F Doherty, 2. Sidney H. Smith Classement US: 1. Whitman Reggie Doherty remporte à la fois Wimbledon et le championnat d'Irlande et reste invaincu cette saison. Charles A. Voigt de Boston classa ainsi les champions nationaux : R.F Doherty (pour l'Angleterre), S.H. Smith (pour le Pays de Galles), Whitman (pour les États-Unis). Whitman remporte tous les tournois importants aux États-Unis : selon E.C. Potter (cf. « Kings of the court ») il joua magnifiquement. |
| 1900  | Reginald Frank Doherty A. (GB) - Malcolm Whitman A. (USA)                                           |                                          | Auteur Britannique Jackson classa les joueurs Britanniques ainsi dans American Outing: 1. R. Doherty 2. Sidney H. Smith 3. Arthur Wentworth (William) Charles Gore Classement US: 1. Whitman Reggie Dohery est à la fois champion de Wimbledon et d'Irlande. Whitman remporte tous les tournois importants aux États-Unis et domine très nettement Gore dans la 1re édition de la Coupe Davis. |
| 1901  | Reginald Frank Doherty A. (GB) - Arthur Gore A. (GB) - William Larned A. (USA)                      | tous les 3 ex aequo                      | Wallis Myers: Fifty years of Wimbledon Reggie Doherty, une fois de plus champion d'Irlande, se présente malade à Wimbledon et perd son titre contre. En l'absence de Whitman, Larned devient le meilleur joueur des États-Unis. |
| 1902  | Reginald Frank Doherty A. (GB) - Hugh Lawrence « Laurie » Doherty A. (GB) - William Larned A. (USA) | tous les 3 ex aequo                      | The Lawn Tennis and Croquet classe les joueurs Britanniques (certains tournois du continent européen sont pris en compte): 1. L. Doherty, R. Doherty Classement US: 1. Larned 2. Whitman Laurie Doherty, champion d'Irlande et de Wimbledon, n'est pas sélectionné pour la Coupe Davis Cup. Larned, vainqueur du championnat des États-Unis, est à égalité, 1-1, face à Reggie Doherty, qui ne disputera plus de simples en Angleterre. |
| 1903  | Hugh Lawrence « Laurie » Doherty A. (GB)                                                            | William Larned A. (USA)                  | Anthony Wilding; DeWitt C. Regrave, Jr. in « World Tennis » November 1955 (Volume 3 Number 6) Laurie Doherty devient définitivement le meilleur en remportant Wimbledon, le championnat des États-Unis et la Coupe Davis. Larned frôle la victoire en Coupe Davis contre Laurie. |
| 1904  | Hugh Lawrence « Laurie » Doherty A. (GB)                                                            |                                          | George Simond du « The Lawn Tennis and Badminton »: 1. L. Doherty, 2. R. Doherty Classement US: 1. Ward Laurie Doherty, champion de Wimbledon, concède une seule défaite en fin de saison. Ward, champion des États-Unis (no 1 US), perd contre Larned à Boston. |
| 1905  | Hugh Lawrence « Laurie » Doherty A. (GB)                                                            | Beals Wright A. (USA)                    | The Lawn Tennis and Badminton classe les joueurs Britanniques ainsi que les visiteurs Américains et Australiens: 1. L. Doherty 2. Wright 3. Brookes 4. Sidney H. Smith Classement US: 1. Wright Laurie Doherty est vainqueur de Wimbledon. Wright, champion des États-Unis, bat deux fois Norman Everard Brookes, challengeur de Wimbledon, mais perd contre Gore à Wimbledon. |
| 1906  | Hugh Lawrence Doherty A. (GB)                                                                       |                                          | Wallis Myers: Fifty years of Wimbledon Laurie Doherty est encore champion de Wimbledon. Brookes a gagné le championnat du Victoria face à Anthony Wilding mais n'a pas joué en dehors de l'Australie. Clothier, champion des États-Unis, perd à Boston. |
| 1907  | Norman Brookes A. (Aus)                                                                             |                                          | Richard Yallop Brookes est invaincu en Grande-Bretagne et remporte en particulier Wimbledon et la Coupe Davis; DeWitt C. Regrave, Jr. in « World Tennis » November 1955 (Volume 3 Number 6). Larned remporte le championnat des États-Unis et le tournoi de Boston mais les tableaux de ces tournois sont faibles car ni Clothier ni Wright ne sont présents. |
| 1908  | William Larned A. (USA)                                                                             |                                          | E.C. Potter: Kings of the court Larned est champion des États-Unis et de Boston, il remporte aussi ses simples en Coupe Davis. Anthony Wilding estime que Brookes était le meilleur, cependant les résultats contredisent cette affirmation. Brookes perd contre Wright, no 2 américain, en Coupe Davis et bat difficilement Fred Alexander. Gore est champion de Wimbledon dans un tournoi peu relevé. |
| 1909  | William Larned A. (USA)                                                                             |                                          | E.C. Potter: Kings of the court Larned répète ses performances de l'année précédente : vainqueur du championnat des États-Unis et de Boston et remporte ses matchs de Coupe Davis Cup matchs. Wilding domine Brookes au championnat du Victoria, 9-7 au 5e set. Gore est champion de Wimbledon (le tableau est encore peu relevé). |
| 1910  | William Larned A. (USA)                                                                             | Anthony Wilding A. (NZ)                  | E.C. Potter: Kings of the court Larned est encore vainqueur à Newport (siège du championnat du simple messieurs des États-Unis) et à Boston (A. Crawley, expert Britannique le classe no 1 mondial en avril de l'année suivante). Wilding remporte son 1er Wimbledon mais Wright le bat presque en finale du tableau (all-comers’ final). |
| 1911  | Norman Brookes A. (Aus) - Anthony Wilding A. (NZ)                                                   |                                          | E.C. Potter: Kings of the court; Anthony Wilding Wilding a tout juste défendu son titre à Wimbledon. Brookes a remporté la Coupe Davis ainsi que le championnat d'Australasie (ancêtre de l'Open d'Australie) en dominant Heath. Larned, vainqueur au championnat des États-Unis et à Boston, souffrant de rhumatisme, perd contre Heath en Coupe Davis. Dans son livre Anthony Wilding jugeait Brookes meilleur que lui, mais si on se base sur leur dernière rencontre à l'époque, en 1909, ils étaient probablement de même niveau |
| 1912  | Anthony Wilding A. (NZ) - Maurice McLoughlin A. (USA)                                               |                                          | E.C. Potter: Kings of the court; A.E. Crawley classa les dix meilleurs joueurs du monde en trois classes distinctes : la première composée de Brookes et d'André Gobert les deux joueurs les plus brillants; la deuxième constituée du seul Wilding; et enfin la troisième avec cinq joueurs des États-Unis William Larned, Beals Wright, Maurice McLoughlin, William Clothier, Richard Norris Williams et deux joueurs Britanniques Charles Dixon et Arthur Gore. Mais Crawley contredisait un peu son propre classement en reconnaissant que si les tout meilleurs joueurs se rencontraient dans un tournoi en poule sur un court parfait alors Wilding sortirait vainqueur. Wilding est champion de Wimbledon mais perd sur bois en indoor contre André Gobert et Dixon. McLoughlin, en l'absence de Larned, est invaincu aux États-Unis. Le haut classement de Brookes ne peut être justifié cette année car il perd un match crucial en Coupe Davis contre Parke (en fait, Brookes n'a pas battu un joueur de classe mondiale depuis 1907 car il n'a pas quitté l'Australie depuis). Gobert est un joueur brillant mais mentalement fragile et perd à Wimbledon contre Gore et en Coupe Davis contre Dixon, il bat toutefois ce dernier en finale des Jeux olympiques indoor. |

À partir de 1913 les sources sont plus détaillées et mieux documentées.
A. = Amateur P. = Professionnel
| Année                                                                    | Numéro 1 mondial                                           | Numéro 2 mondial                                                  | Source du classement et précisions |
| ------------------------------------------------------------------------ | ---------------------------------------------------------- | ----------------------------------------------------------------- | --- |
| 1913                                                                     | Anthony Wilding A. (NZ)                                    | Norman Brookes A. - Maurice McLoughlin A.                         | Arthur Wallis Myers du The Daily Telegraph de Londres; les 10 premiers amateurs furent dans l'ordre Wilding, puis Brookes & McLoughlin 2èmes ex aequo, James Cecil Parke, Richard Norris Williams, Percy Dixon, Otto Froitzheim, Stanley Doust, André Gobert, Max Decugis. Myers a dû classer Brookes aussi haut sur sa seule réputation car l'Australien ne joua que dans son pays et en particulier déclara forfait lors de la finale du championnat du Victoria (le plus important tournoi australien y compris devant le championnat australasien). |
| 1914                                                                     | Maurice McLoughlin A. (USA)                                | Norman Brookes A. (Aus.) - Anthony Wilding A. (NZ)                | A. Wallis Myers du The Daily Telegraph de Londres; les 10 premiers amateurs furent dans l'ordre McLoughlin, puis Brookes & Wilding 2èmes ex aequo, Froitzheim, Williams, Parke, Arthur Lowe, Gordon Lowe, Heinrich Kleinschroth, Decugis. P.A. Vaile contesta le classement de Myers, indiquant que James Cecil Parke connut une meilleure saison que McLoughlin. Cependant Vaile créditait aussi Brookes pour avoir réalisé la meilleure saison tennistique jusqu'à cette date. Cependant Parke n'a pas connu de grandes victoires en 1914. |
| 1915 – 1918                                                              |                                                            |                                                                   | Première Guerre mondiale, pas de classements mondiaux |
| 1919                                                                     | Gerald Patterson A. (Aus.) - Bill Johnston A. (USA)        | classés ex aequo                                                  | A. Wallis Myers du The Daily Telegraph de Londres; les 10 premiers amateurs furent dans l'ordre Patterson & Johnston 1ers ex aequo, puis Gobert, Bill Tilden, Brookes, Algernon Kingscote, Williams, Percival Davson, Willis Davis, William Laurentz. |
| 1920                                                                     | Bill Tilden A. (USA)                                       | Bill Johnston A. (USA)                                            | A. Wallis Myers du The Daily Telegraph de Londres; les 10 premiers amateurs furent dans l'ordre Tilden, Johnston, Kingscote, Parke, Gobert, Brookes, Williams, Laurentz, Zenzo Shimizu, Patterson. |
| 1921                                                                     | Bill Tilden A. (USA)                                       | Bill Johnston A. (USA)                                            | A. Wallis Myers du The Daily Telegraph de Londres; les 10 premiers amateurs furent dans l'ordre Tilden, Johnston, Vinnie Richards, Shimidzu, Patterson, James Anderson, Brian Norton, Manuel Alonso, Williams, Gobert. |
| 1922                                                                     | Bill Johnston A. (USA) - Bill Tilden A. (USA)              |                                                                   | Capt. H. Liddel Hart qui classa les 10 meilleurs amateurs ainsi : 1. Johnston, Tilden, 3. Vincent « Vinnie » Richards, 4. Anderson, 5. Patterson, 6. Kingscote, 7. Williams, 8. Henri Cochet, 9. Alonso, 10. Gobert; New York Times (1 Tilden, 2 Johnston, 3 Richards, Patterson, 5 Alonso, 6 Williams, 7 Anderson, 8 Pat O'Hara Wood, 9 Kingscote, 10 Gobert); A. Wallis Myers du The Daily Telegraph de Londres (Tilden, Johnston, Patterson, Richards, Anderson, Henri Cochet, Pat O'Hara Wood, Williams, Kingscote, Gobert). Myers classa Tilden devant Johnston car il pensait que Tilden était plus intelligent que Johnston sur un court de tennis mais cette année-là Johnston a battu Tilden trois fois sur quatre. |
| 1923                                                                     | Bill Tilden A. (USA)                                       | Bill Johnston A. (USA)                                            | A. Wallis Myers du The Daily Telegraph de Londres; les 10 premiers amateurs furent dans l'ordre Tilden, Johnston, Anderson, Williams, Francis Hunter, Richards, Norton, Alonso, Jean Washer, Cochet. |
| 1924                                                                     | Bill Tilden A. (USA)                                       | Vinnie Richards A. (USA)                                          | A. Wallis Myers du The Daily Telegraph de Londres; les 10 premiers amateurs furent dans l'ordre Tilden, Richards, Anderson, Johnston, René Lacoste, Jean Borotra, Howard Kinsey, Patterson, Cochet, Alonso. |
| 1925                                                                     | Bill Tilden A. (USA)                                       | Bill Johnston A. (USA)                                            | A. Wallis Myers du The Daily Telegraph de Londres; les 10 premiers amateurs furent dans l'ordre Tilden, Johnston, Richards, Lacoste, Williams, Borotra, Patterson, Alonso, Norton, Takeichi Harada. |
| 1926                                                                     | René Lacoste A. (Fr.)                                      | Jean Borotra A. (Fr.)                                             | A. Wallis Myers du The Daily Telegraph de Londres; les 10 premiers amateurs furent dans l'ordre Lacoste, Borotra, Cochet, Johnston, Tilden, Richards, Harada, Alonso, Kinsey, Jacques Brugnon; le promoteur C. C. Pyle signa chez les hommes, Richards, Harvey Snodgrass, Kinsey, et Paul Féret pour la première tournée professionnelle, aux États-Unis et au Canada, qui débuta à l'automne 1926; la vedette, cependant fut la joueuse Suzanne Lenglen (opposée à Mary Kendall Browne); seuls quelques matchs de cette tournée sont disponibles mais Richards a dominé les débats chez les hommes et Lenglen fut invaincue. Karel Koželuh remporta le seul tournoi professionnel significatif de l'époque : la Bristol Cup à Cannes. |
| 1927                                                                     | René Lacoste A. (Fr.)                                      | Bill Tilden A. (USA)                                              | A. Wallis Myers du The Daily Telegraph de Londres; Ray Bowers; les 10 premiers amateurs furent dans l'ordre Lacoste, Tilden, Cochet, Borotra, Alonso, Francis Hunter, George Lott, John Hennessey, Brugnon, et Jan Koželuh frère cadet de Karel; Richards vainquit Kinsey dans le premier U.S. Pro de l'histoire; Bowers classe Karel Koželuh (l'aîné de Jan) et Richards no 1 professionnels ex aequo mais ne se risque pas à publier un classement toute catégorie (amateurs et professionnels mélangés). |
| 1928                                                                     | Henri Cochet A. (Fr.)                                      | René Lacoste A. (Fr.)                                             | Ray Bowers; A. Wallis Myers du The Daily Telegraph de Londres; chez les amateurs Cochet remporta Roland Garros et Forest Hills, Lacoste gagna Wimbledon, Borotra enleva les Championnats d'Australie; chez les professionnels Koželuh, vainqueur de la Bristol Cup à Beaulieu, battit Richards 15 matchs à 5 dans la tournée nord-américaine; Richards domina Koželuh à l'U.S. Pro; Robert Ramillon vainquit Edmund Burke (un des trois joueurs professionnels de la fratrie des Burke) au Queen's Club Pro; Bowers classa les 8 meilleurs joueurs du monde, en fusionnant sa liste professionnelle avec la liste amateure de Myers, ainsi Cochet, Lacoste, Tilden, Karel Koželuh (pro), Richards (pro), Hunter, Borotra, et George Lott, avec pour seuls professionnels Karel Koželuh et Richards. |
| 1929                                                                     | Henri Cochet A. (Fr.)                                      | René Lacoste A. (Fr.)                                             | Ray Bowers; A. Wallis Myers du The Daily Telegraph de Londres; chez les amateurs Lacoste gagna Roland Garros, Tilden Forest Hills, Cochet Wimbledon, et Colin Gregory les Championnats d'Australie; chez les professionnels Koželuh battit Richards à l'U.S. Pro et Albert Burke à la Bristol Cup à Beaulieu; Koželuh battit apparemment Richards 5 matchs à 2 dans l'année; Bowers proposa le classement suivant pour les 8 premiers : Cochet, Lacoste, Borotra, Tilden, Karel Koželuh (pro), Hunter, Lott, et Richards (pro), avec pour seuls professionnels Karel Koželuh et Richards. |
| 1930                                                                     | Henri Cochet A. (Fr.)                                      | Bill Tilden A. (USA)                                              | Ray Bowers; A. Wallis Myers du The Daily Telegraph de Londres; chez les amateurs Cochet remporta Roland Garros, John Doeg Forest Hills, Tilden Wimbledon, Edgar Moon les Championnats d'Australie; Koželuh beat Roman Najuch at Beaulieu; Richards beat Koželuh in the U.S. Pro; chez les professionnels Koželuh domina peut-être Albert Burke dans le possible premier French Pro (Ray Bowers ne l'évoque pas); sur l'ensemble de l'année Koželuh semble avoir dominé Richards 4 matchs à 2; Bowers proposa son Top8 ainsi Cochet, Tilden, Richards (pro), Karel Koželuh (pro), Borotra, Doeg, Frank Shields, et Wilmer Allison, avec pour seuls professionnels Karel Koželuh et Richards. |
| 1931                                                                     | Bill Tilden P. (USA)                                       | Henri Cochet A. (Fr.)                                             | Ray Bowers; A. Wallis Myers du The Daily Telegraph de Londres; Joe McCauley; chez les amateurs Borotra conquit Roland Garros, Ellsworth Vines Forest Hills, Sidney Wood Wimbledon, Jack Crawford les Championnats d'Australie; chez les professionnels Tilden, âgé de 38 ans, fit ses débuts et dans la tournée en Amérique du Nord il domina Koželuh 50 victoires à 17 selon ses propres statistiques (63 à 13 selon McCauley), les deux joueurs disputèrent aussi la première tournée européenne avec en plus Martin Plaa, Albert Burke, Frank Hunter et Hans Nüsslein : la plupart des résultats sont inconnus mais on sait que Tilden ne perdit qu'un seul match dans cette tournée (face à Koželuh à Amsterdam); sur l'ensemble de l'année Tilden domina aussi Richards 10 à 0 selon Bowers (ou 12-1 selon McCauley); en tournoi Tilden vainquit notamment Richards à l'U.S. Pro; Martin Plaa battit peut-être Robert Ramillon dans un possible French Pro(Ray Bowers ne l'évoque pas); Koželuh conserva une fois de plus son titre de la Bristol Cup à Beaulieu en vainquant Albert Burke; Bowers classa le top huit, amateurs et professionnels mélangés, ainsi : Tilden (pro), Cochet, Henry Austin, Vines, Fred Perry, Karel Koželuh (pro), Richards (pro), et Shields, avec pour seuls professionnels Tilden, Karel Koželuh et Richards; ce fut la première année qu'un joueur professionnel fut classé no 1 ou no 2 mondial toutes catégories confondues. |
| 1932                                                                     | Ellsworth Vines A. (USA)                                   | Bill Tilden P. (USA)                                              | Ray Bowers; A. Wallis Myers du The Daily Telegraph de Londres; Bud Collins; Joe McCauley; chez les amateurs Vines, à 20 ans, réalisa le doublé Wimbledon-Forest Hills, Cochet remporta Roland Garros et Crawford les Championnats d'Australie; chez les professionnels il est possible que Tilden a vaincu en 1932 Vincent Richards (12-1) et, selon Collins, le jeune Allemand Hans Nüsslein (60-40); en tournois Karel Koželuh a vaincu Nüsslein à l'U.S. Pro et Plaa à la Bristol Cup à Beaulieu; Ray Bowers écrit qu'un bilan des affrontements entre Tilden et Nüsslein au seuil de 1933 (depuis leur 1er en 1931) montre que les deux joueurs se sont affrontés 163 fois en 3 ans, Tilden ayant gagné 116 matchs contre 47 pour son adversaire; Ramillon a peut-être dominé Plaa dans un possible French Pro (Bowers n'en fait pas état); Plaa remporta le tournoi World Pro Championship à Berlin aux dépens de Tilden; Top huit proposé par Bowers : Vines, Tilden (pro), Cochet, Karel Koželuh (pro), Borotra, Plaa (pro), Allison, et Nüsslein (pro), avec pour seuls professionnels Tilden, Karel Koželuh, Plaa et Nüsslein. |
| 1933                                                                     | Jack Crawford A. (Aus.)                                    | Fred Perry A. (GB)                                                | Ray Bowers; A. Wallis Myers du The Daily Telegraph de Londres; Bud Collins; Joe McCauley; chez les amateurs l'Australien Crawford fut omnipotent, remportant 13 tournois consécutifs, notamment « ses » Championnats d'Australie, Roland Garros et Wimbledon. À l'époque les voyages étant très longs et fatigants il ne souhaita pas se rendre aux États-Unis pour disputer Forest Hills dont le climat lui était néfaste. Convaincu (pour ne pas dire obligé) de s'y rendre, il atteignit la finale : avant celle-ci le journaliste John Kieran dit que si l'Australien gagnait le match il réussirait le Grand Chelem, empruntant cette expression au jeu de bridge; après la défaite de Crawford en 5 sets face à Perry, le journaliste Allison Danzig utilisa aussi cette expression mais en pensant au golf; chez les professionnels la situation était floue car aucun joueur ne domina réellement le jeu : les deux meilleurs furent le jeune Nüsslein et le vieux Tilden, âgé de 40 ans (Cochet fit ses débuts pros face à Bruce Barnes le 22 septembre); Nüsslein remporta le World Pro Championship à Berlin, de loin le plus important tournoi de l'année; Richards vainquit Francis Hunter dans un U.S. Pro sans aucun des tout meilleurs ; il manque beaucoup de données sur les tournées : sur plus de la moitié des matchs de la tournée américaine opposant Tilden à Nüsslein, l'Américain en a gagné environ 2/3 de leurs rencontres; Bowers classe le Top8 ainsi Crawford, Perry, Nüsslein (pro), Tilden (pro), Karel Koželuh, Jirō Sato, Austin, et Vines, avec pour seuls professionnels Nüsslein, Tilden et Karel Koželuh. |
| 1934                                                                     | Fred Perry A. (GB)                                         | Ellsworth Vines P. (USA)                                          | Bowers; A. Wallis Myers du The Daily Telegraph de Londres; Bud Collins; Joe McCauley; chez les amateurs Perry fut excellent remportant les Championnats d'Australie, Wimbledon et Forest Hills, Gottfried von Cramm gagnant Roland Garros; chez les professionnels Vines, âgé de 22 ans fut la nouvelle grande recrue : dans une première tournée il domina de justesse Tilden 11 matchs à 9; lors de la tournée suivante Tilden a battu Plaa 10-0 et Cochet 8-2 tandis que Vines a dominé Cochet 10-0 et Plaa 8-2; Bowers écrit que fin mai, Vines menait Tilden de 19 victoires sur un peu plus de 50 rencontres entre les deux Américains; Nüsslein a gagné l'U.S. Pro aux dépens de Koželuh; Vines a vaincu Nüsslein à la fois dans le premier Wembley Pro de l'histoire et à Paris Indoor (à ne pas confondre avec le French Pro); Tilden a battu Plaa au French Pro; Bowers classe les huit meilleurs ainsi Perry, Vines (pro), Crawford, von Cramm, Nüsslein (pro), Tilden (pro), Austin, et Allison, avec pour seuls professionnels Vines, Nüsslein, et Tilden. |
| 1935                                                                     | Fred Perry A. (GB) - Ellsworth Vines P. (USA)              | tous deux ex aequo                                                | Ray Bowers; Joe McCauley; A. Wallis Myers du The Daily Telegraph de Londres; chez les amateurs Crawford a gagné les Championnats d'Australie, Allison Forest Hills, Perry Wimbledon et Roland Garros; chez les professionnels Vines vainquit Tilden à Wembley Pro et à Southport Pro; Vines battit Nüsslein au French Pro; Tilden a dominé Koželuh à l'U.S. Pro; Vines a vaincu Lester Stoefen 25-1 en tournée tandis que Tilden dominait George Lott 20-4 plus une égalité; quand Stoefen tomba malade il fut remplacé par Nüsslein dans la tournée suivante où Vines domina l'Allemand dans environ trois quarts des rencontres; Bowers classa les joueurs ainsi : Perry et Vines (pro) 1ers ex aequo, puis Crawford, von Cramm, Tilden (pro), Nüsslein (pro), Allison, et Austin, avec pour seuls professionnels Vines, Tilden, et Nüsslein; en avril la Fédération amateure française publia un classement identique des six premiers si ce n'est que Vines fut placé devant Perry. |
| 1936                                                                     | Fred Perry A. (GB) - Ellsworth Vines P. (USA)              | tous deux ex aequo                                                | Ray Bowers; Joe McCauley; A. Wallis Myers du The Daily Telegraph; de Londres; L'Auto; Budge; Tilden; chez les amateurs Adrian Quist remporta les Championnats d'Australie, von Cramm Roland Garros, Perry Wimbledon et Forest Hills; chez les professionnels les informations sont contradictoires : selon McCauley, Vines aurait battu Tilden à Wembley Pro mais Bowers affirme catégoriquement que le tournoi de Wembley n'a pas eu lieu en 1936 car les organisateurs pensaient que le tournoi serait un échec financier sans la venue de Vines qui accepta trop tard l'invitation, de plus dans les comptes rendus de Bowers, Vines n'apparaît dans aucun tournoi entre Wembley en octobre 1935 et Wembley en mai 1939 et donc en particulier en 1936; Nüsslein a gagné à Southport Pro aux dépens de Cochet; Joe Whalen a battu Charles Wood à l'U.S. Pro sans aucun des meilleurs pros; Cochet a remporté le French Pro aux dépens de Robert Ramillon, sans les trois meilleurs pros (Vines, Nüsslein et Tilden); lors de la tournée américaine Vines a facilement dominé Les Stoefen (le résultat final est inconnu mais au 29 mars le bilan était 33-5 pour Vines) et dans la tournée asiatique Vines dominait Tilden 8-1 (à l'issue de la partie japonaise de la tournée); Bowers propose le Top8 suivant : Perry, Vines (pro), von Cramm, Nüsslein (pro), Donald Budge, Tilden (pro), Quist, et Cochet (pro), avec pour seuls professionnels Vines, Nüsslein, Tilden, et Cochet; Bowers écrit aussi que L'Auto, Budge et Tilden classèrent Vines devant Perry. |
| 1937                                                                     | Fred Perry P. - Ellsworth Vines P. - Donald Budge A. (USA) | tous les 3 ex aequo                                               | Ray Bowers; A. Wallis Myers du The Daily Telegraph de Londres; Joe McCauley; chez les amateurs Budge remporta Wimbledon et Forest Hills, Henner Henkel Roland Garros, et Vivian McGrath les Championnats d'Australie; chez les professionnels Vines vainquit la nouvelle recrue Perry dans la tournée nord-américaine, considérée comme le championnat du monde professionnel, 32-29 mais Perry domina ensuite Vines 6-3 lors de la tournée britannique; Vines domina Tilden 4-3 en Amérique; Vines et Perry ne disputèrent aucun tournoi; Koželuh vainquit Bruce Barnes dans un U.S. Pro sans les meilleurs (aussi appelé cette année-là U.S. Open car 10 amateurs y participèrent); Nüsslein en l'absence de Vines et Perry a complètement dominé le circuit des tournois en battant Tilden à Wembley Pro et au World's Pro Indoors à Paris, Nüsslein a aussi dominé Cochet en finale du French Pro; Bowers publie le classement des 8 premiers suivant : Perry (pro), Vines (pro), et Budge 1ers ex aequo, von Cramm et Nüsslein (pro) 4èmes ex aequo puis Henkel, Austin, et Tilden (pro), avec pour seuls professionnels Perry, Vines, Nüsslein, et Tilden. |
| 1938                                                                     | Donald Budge A. (USA)                                      | Ellsworth Vines P. (USA)                                          | Ray Bowers; A. Wallis Myers du The Daily Telegraph de Londres; Joe McCauley; chez les amateurs Budge se fixa comme principal objectif de conserver la Coupe Davis (la plus grande, et de loin, épreuve amateure de l'époque); les États-Unis en tant que tenants du titre n'avait qu'une seule rencontre à disputer, le Challenge Round; pour remplir son année Budge décida en secret (seul Gene Mako son partenaire de double fut dans la confidence) de conquérir les Internationaux amateurs des pays ayant remporté jusque-là la Coupe Davis : Budge, en remportant les 4 championnats amateurs, réinventa en quelque sorte la notion de Grand Chelem subrepticement évoquée en 1933; chez les professionnels Vines vainquit Perry 49-35 (ou 48-35); l'année suivante Budge devenu pro domina très légèrement Vines lors de leur première tournée indiquant qu'en 1938 Budge fut probablement le numéro 1 mondial juste devant Vines; Vines ne disputa toujours aucun tournoi mais Perry joua son premier (et unique en 1938) tournoi pro en battant Barnes à l'U.S. Pro; selon McCauley Nüsslein aurait battu Tilden à Wembley Pro mais Ray Bowers dans le Chapitre IX de son histoire, précise qu'il n'y a pas eu de tournoi pro à Wembley en 1938; Nüsslein a vaincu Tilden dans le French Pro ainsi qu'à Southport Pro; Bowers publie le classement des 8 premiers suivant : Budge, Vines (pro), puis Perry et Nüsslein 3èmes ex aequo, puis Austin, John Bromwich, Bobby Riggs, et Tilden (pro), avec pour seuls professionnels Vines, Perry, Nüsslein, et Tilden. |
| 1939                                                                     | Donald Budge P. (USA)                                      | Ellsworth Vines P. (USA)                                          | Ray Bowers; John Olliff du The Daily Telegraph de Londres; Joe McCauley; chez les amateurs Don McNeill remporta Roland Garros, Riggs Wimbledon ainsi que Forest Hills, John Bromwich les Championnats d'Australie; chez les professionnels Budge vainquit Vines 22-17 (ou 21-18) dans la tournée nord américaine puis Perry 28-8; en tournoi Budge domina Vines dans le French Pro et aussi Nüsslein, Vines, et Tilden à Wembley Pro; Nüsslein gagna à Southport aux dépens de Tilden; Vines battit Perry à l'U.S. Pro; Budge, Vines, Tilden, et Stoefen entreprirent une tournée européenne, au printemps et à l'été, principalement composée d'une suite de mini-tournois à 4 joueurs : Budge remporta cette tournée, dominant en particulier Vines 15-5; Bowers classe les 8 meilleurs ainsi : Budge (pro), Vines (pro), Nüsslein (pro), Perry (pro), Riggs, Bromwich, Quist, et Tilden (pro), avec pour la première fois 5 professionnels (Budge, Vines, Nusslein, Perry, et Tilden) dans le Top8. |
| 1940                                                                     | Donald Budge P. (USA)                                      | Fred Perry P. (GBR)                                               | Ray Bowers; The Official Encyclopedia of Tennis; Joe McCauley; Bud Collins ; chez les amateurs Quist a gagné les Championnats d'Australie et McNeill Forest Hills; Roland Garros et Wimbledon ne furent pas organisés à cause de la Seconde Guerre mondiale; chez les professionnels Budge remporta l'U.S. Pro aux dépens de Perry; The Daily Telegraph de Londres ne publia pas de classement amateur mais Bowers classe les 4 premiers toutes catégories ainsi, les pros Budge et Perry, suivis par les amateurs américains McNeill et Riggs, puis il suppose sans aucune certitude, à cause de la guerre, que les 4 joueurs suivants sont probablement les 4 amateurs américains suivant, à savoir Frank Kovacs, Joe Hunt, Frank Parker, et Jack Kramer (cf. The Official Encyclopedia); mais il précise aussi que les Australiens Bromwich et Quist peuvent aussi prétendre au Top8. |
| 1941                                                                     | Fred Perry P. (USA) — Bobby Riggs A. (USA)                 | tous deux ex aequo                                                | Ray Bowers; The Official Encyclopedia of Tennis; Joe McCauley; Bud Collins; chez les amateurs Riggs remporta Forest Hills; les Championnats d'Australie, Roland Garros, et Wimbledon ne furent pas organisés à cause de la Seconde Guerre mondiale; chez les professionnels Ray Bowers pense que Budge battit Tilden probablement 46-7 plus une égalité (McCauley propose 51-7), avec 49 matchs complètement renseignés et donnant 43-5 plus une égalité; Perry remporta les 5 tournois qu'il disputa dont l'U.S. Pro face à Dick Skeen; Skeen fut finaliste face à Perry dans quatre d'entre eux; Budge disputa 3 tournois et les perdit tous; toujours aucun classement amateur mondial à cause de la guerre; Bowers propose son Top6 : l'amateur Riggs et le pro Perry 1ers ex aequo, l'amateur Kovacs 3e, l'amateur Parker et le professionnel Skeen 4èmes ex aequo; le pro Budge 6e. |
| 1942                                                                     | Donald Budge P. (USA)                                      | Bobby Riggs P. (USA) - Wayne Sabin P. (USA)                       | Ray Bowers; Collins; McCauley; The Official Encyclopedia of Tennis; chez les amateurs Ted Schroeder gagna Forest Hills; les Championnats d'Australie, Roland Garros, et Wimbledon ne furent pas organisés à cause de la Seconde Guerre mondiale; chez les professionnels une tournée américaine fut organisée opposant les joueurs en match de poule : Budge fut le vainqueur 52-18, suivi des deux nouvelles recrues Riggs 36-36 et Kovacs 25-26, Perry s'étant cassé le coude dès son premier match finit quatrième 23-30 et Les Stoefen qui remplaça les divers blessés et malades termina dernier 2-28; à l'U.S. Pro Budge vainquit Riggs; à cause de la guerre le seul classement amateur significatif fut celui des États-Unis : Schroeder premier, suivi de Parker, Gardnar Mulloy, Pancho Segura, Bill Talbert, Sidney Wood, Seymour Greenberg, George Richards, Vic Seixas, et Ladislav Hecht; Ray Bowers classe le top 8 ainsi : Budge, Riggs et Sabin 2èmes ex-aequo, Kovacs 4e, Perry 5e, les 5 meilleurs pros devançant les amateurs Schroeder no 6 et Parker no 7, le professionnel Skeen étant 8e (l'USPLTA classa les meilleurs pros ainsi : Budge, Riggs, Sabin, et Kovacs dans cet ordre). |
| 1943 – 1944 - 1945 Seconde Guerre mondiale peu de compétitions de tennis | Bobby Riggs P. (USA)                                       | Donald Budge P. (USA)                                             | Ray Bowers; Joe McCauley; The Official Encyclopedia of Tennis; 1943 : chez les amateurs Joe Hunt remporta Forest Hills; les Championnats d'Australie, Roland Garros, et Wimbledon ne furent pas organisés à cause de la Seconde Guerre mondiale; l'USLTA classa les dix premiers amateurs américains ainsi Hunt, Kramer, Segura, Talbert, Greenberg, Wood, Bob Falkenburg, Parker, James Brink, et Jack Tuero; chez les professionnels Budge, Kovacs, Skeen et Perry ne disputèrent aucun match car ils servirent dans l'Armée que rejoignit aussi Riggs après avoir gagné une exhibition contre Wayne Sabin; le seul tournoi pro sans tous ces joueurs fut l'U.S. Pro où Bruce Barnes domina John Nogrady; 1944 : McCauley; The Official Encyclopedia of Tennis; chez les amateurs Parker gagna Forest Hills; les Championnats d'Australie, Roland Garros, et Wimbledon ne furent pas organisés à cause de la Seconde Guerre mondiale; l'USLTA classa les dix premiers amateurs américains ainsi Parker, Talbert, Segura, Don McNeill, Greenberg, Falkenburg, Jack Jossi, Charles W. Oliver, Jack McManis, J. Gilbert Hall; chez les professionnels il n'y eut pratiquement que des matchs au profit de l'effort de guerre ou de la Croix Rouge qui les opposèrent sous certaines règles à certains amateurs (par exemple le pro Budge rencontra l'amateur Kramer en deux occasions, chacun remportant un match); 1945 chez les amateurs Parker remporta Forest Hills; les Championnats d'Australie, Roland Garros, et Wimbledon ne furent pas organisés à cause de la Seconde Guerre mondiale; l'USLTA classa les dix premiers amateurs américains ainsi Parker, Talbert, Segura, Elwood Cooke, Wood, Mulloy, Shields, Harold Surface, Greenberg, et McManis; chez les professionnels le retour aux affaires a été lent : Riggs a dominé Budge dans le plus grand tournoi pro de l'année, The US Pro harcourt Championships au Los Angeles Tennis Club; quelques semaines plus tard (27-30 décembre) Riggs remporte un autre tournoi, le Santa Barbara Invitational Pro Tournament, California, en battant Perry en finale;Kovacs a battu Welby Van Horn à San Francisco; Welby Van Horn a vaincu Nogrady dans un U.S. Pro sans Riggs ni Budge; dans une série de 5 rencontres sur le modèle de la Coupe Davis opposant l'US Army Air Corps, avec Budge (pro) et Parker(amateur) à l'US Navy, avec Riggs (pro) et Sabin (pro), Riggs a dominé à la fois Budge 3-2 et l'amateur Parker 3-2, montrant ainsi que Riggs fut probablement le meilleur joueur du monde en 1945 bien qu'aucun classement mondial officiel ne fût publié. Ray Bowers a écrit que « l'activité tennistique ayant été réduite pendant les trois dernières années de la guerre (1943-1945), il faut se restreindre à publier un classement unique pour l'ensemble de la période » et propose les huit meilleurs joueurs du monde pour l'ensemble des années 1943-1944-1945 ainsi : 1. Riggs, 2. Budge, 3. Parker, 4. Kramer, 5. Kovacs, 6. Van Horn, 7. Quist, 8. Yvon Pétra. |
| 1946                                                                     | Bobby Riggs P. (USA)                                       | Donald Budge P. (USA)                                             | Joe McCauley; Bobby Riggs; Tom LeCompte; Bud Collins; ; chez les professionnels Collins dit que Riggs a battu Budge 18-16 lors de leur tournée de printemps, tandis que McCauley prétend que Riggs a battu Budge 23-21;; Riggs lui-même écrit dans son autobiographie qu'il a vaincu Budge 24-22; Tilden a organisé un circuit professionnel aux États-Unis de 31 tournois : Riggs en a remporté 14 dont l'U.S. Pro face à Budge, Kovacs 7, Perry 4, Budge 3, Van Horn 2, et Skeen 1; le classement officiel de la PPA fut le suivant : Riggs, Budge, Kovacs, Perry, Van Horn, Wayne Sabin, Carl Earn, Jossi, John Faunce, et Jack March; chez les amateurs Kramer a largement dominé le circuit, invaincu en Coupe Davis et vainqueur de Forest Hills; Kramer a écrit dans son livre « The Game » page 50 : « ...I don't think I was mature enough to beat him (Budge) in '46. » Kramer pense donc que Riggs et Budge étaient probablement meilleurs que lui en 1946. |
| 1947                                                                     | Bobby Riggs P. (USA) - Jack Kramer A. (USA)                | tous les deux ex aequo                                            | Joe McCauley; Bud Collins; chez les professionnels Tilden étant emprisonné, son circuit de tournois aux États-Unis disparut et seuls quelques tournois furent organisés : Riggs remporta malgré tous les deux plus importants à chaque fois face à Budge en finale, l'U.S. Pro à Forest Hills et l'U.S. Pro Indoor à Philadelphia; comme expliqué plus haut les données sur les tournées pros sont très floues : il semble acquis que Riggs et Budge ont effectué une tournée en Afrique du Sud puis en Europe (avec deux autres joueurs) de 6 ou 7 semaines (selon McCauley en décembre 1946 - Janvier 1947 et selon Tom LeCompte au printemps 1947) avec Riggs vainqueur de Budge 12-6 (selon LeCompte), il semble aussi correct qu'une tournée a opposé aux États-Unis Riggs à Kovacs, Riggs vainqueur de justesse (11-10 selon McCauley et 4-3 selon LeCompte); chez les amateurs Kramer fut omnipotent, remportant 8 tournois sur 9 ainsi que la Coupe Davis avec son pays et gagnant 48 matchs sur 49;. |
| 1948                                                                     | Jack Kramer P. (USA)                                       | Bobby Riggs P. (USA)                                              | Joe McCauley; Bud Collins; dans la tournée débutée le 26 décembre 1947 et terminée en mai 1948, Kramer a vaincu Riggs 69-20 après avoir été mené 8-6 puis avoir égalisé à 14 partout; dans le match préliminaire Dinny Pails a battu Pancho Segura 41-31 selon Kramer;; en tournoi Kramer a dominé Riggs à l'U.S. Pro en juin; en juillet les 4 joueurs de tournée sont allés en Amérique du Sud où les courts lents ont permis à Riggs de remporter sa juste part de matchs face à Kramer (selon Pails dans son livre "Set Points"); puis les 4 joueurs ont disputé une tournée en Australie de septembre à novembre à nouveau remportée par Kramer, les résultats incomplets étant les suivants : Kramer 19 matchs gagnés - 4 perdus (1 match arrêté), Segura 14-9 (1 match arrêté), Riggs 7-17, Pails 6-16 (2 matchs arrêtés). |
| 1949                                                                     | Jack Kramer P. (USA)                                       | Pancho Gonzales P. (USA)                                          | Joe McCauley; Bud Collins; chez les professionnels Kramer fut clairement le meilleur grâce à ses victoires à Wembley Pro sur Riggs et à Scarborough Pro sur Budge; Riggs a vaincu Budge à l'U.S. Pro sans Kramer et Segura; chez les amateurs Ted Schroeder et Gonzales remportèrent ensemble la Coupe Davis et se partagèrent les plus grands tournois, Wimbledon pour le premier et Forest Hills pour le second; puis Gonzales joua son premier match professionnel le 25 octobre 1949 contre Kramer dans la tournée les opposant (qui se termina le 21 mai 1950) : fin novembre Kramer menait déjà 22-4 prouvant ainsi qu'il était le meilleur joueur du monde sans discussion possible. |
| 1950                                                                     | Jack Kramer P. (USA) - Pancho Segura P. (Ecuador-USA)      | both ranked equally                                               | Joe McCauley; PLTA; Kramer termina la tournée face à Gonzales le 21 mai (commencée le 25 octobre 1949) en grand vainqueur 96-27 (97-26 selon Kramer lui-même); dans les matchs préliminaires Segura battit Frank Parker « confortablement »; dans la tournée suivante, commencée le 28 octobre (terminée en mars 1951) Kramer domina Segura : mi-Novembre Kramer menait 10-4; en tournoi Segura vainquit Kramer à Paris puis de nouveau en demifinale à l'U.S. Pro et en finale il domina Kovacs; Gonzales a battu Kramer à Philadelphia Pro et Van Horn à Wembley Pro dans un tournoi sans Kramer ni Segura; la PLTA publia son classement professionnel « officiel » que McCauley conteste en écrivant : « It is difficult to understand how the following rankings were arrived at (« Comment ont-ils pu établir un tel classement ?) : Segura, Kramer, Kovacs, Riggs, Van Horn, Parker, Carl Earn, Jimmy Evert, Nogrady, Joe Fishbach, Jack Rodgers, Joe Whalen, Al Doyle, Robert « Junior » Stubbs, Jimmy Adler, March, Faunce, Vivian McGrath, Pierre Pellizza, Bill Kenney ». En effet comment peuvent-ils oublier Gonzales dans ce classement PLTA ? McCauley pensait que Kramer était le numéro 1 parce qu'il dominait outrageusement les tournées alors que la PLTA considérait que Segura était le meilleur car il dominait le circuit des tournois et notamment l'U.S. Pro. |
| 1951                                                                     | Jack Kramer P. (USA)                                       | Pancho Segura P. (Ecuador-USA)                                    | Joe McCauley; PLTA; Kramer a finalement vaincu Segura dans la tournée finie en mars (et débutée le 28 octobre 1950) sur le score de 64-28 selon McCauley (58-27 selon Kramer dans son livre, page 187); en tournoi Kramer a dominé Segura et Gonzales à Philadelphia Pro; Segura a battu Gonzales à l'U.S. Pro; Gonzales a battu Segura à Wembley Pro; le classement officiel des professionnels publié par PLTA fut le suivant : Segura, Gonzales, Kovacs, Riggs, Van Horn, Earn, Parker, Jimmy Evert, Bob Rogers, Jack Rodgers, Fishbach, Nogrady, Adler, Elwood Cooke, McGrath, Doyle, Harris Everett, Len Hartman, Norman Copeland, Mitchell Gornto; « Kramer and Budge were not ranked due to insufficent data. » (« Kramer et Budge ne furent pas classés faute d'avoir suffisamment joués »). Il est possible que la PLTA ne prenait pas en compte les tournées ce qui expliquerait que Kramer ne fut pas classé. |
| 1952                                                                     | Pancho Gonzales A. (USA) - Pancho Segura P. (USA)          | classés ex aequo                                                  | Joe McCauley; Budge McCauley page 57 de son livre : « the PLTA ranked Segura #1; Kramer was semi-retired; Budge and Gonzales played only sporadically » (la PLTA classa Segura no 1; Kramer était en semi-retraite ; Budge et Gonzales jouaient de manière sporadique ») ». En fait cette année-là il y eut selon McCauley 9 tournois pros dont 2 réservés aux joueurs locaux (le German Pro et le British Pro) : Segura a disputé les 7 tournois restant; Gonzales en a joué 5 dont les 3 grands de l'époque, Philadelphia Pro, l'US Pro et Wembley Pro : il en a remporté quatre dont Philadelphia Pro et Wembley Pro en battant notamment Kramer et Segura chacun deux fois dans le premier tournoi et à nouveau Kramer dans le second. En tournoi Gonzales n'a concédé que deux défaites : contre Kovacs lors de leur deuxième rencontre en poule à Philadelphie et contre Segura en finale de l'U.S. Pro; dans ces tournois Gonzales a battu Segura 5 victoires à 1, Segura battant aussi Gonzales à Paris en match de tournée. Donald Budge dans l'édition de juillet 1953 du magazine US « Sport » déclara « Lors des deux années qui viennent de s'écouler Pancho (Gonzales) a remporté la majorité des grands tournois pros. Il doit être considéré comme le meilleur, du moins jusqu'à ce que quelqu'un prouve le contraire. ». Chez les amateurs Frank Sedgman a remporté avec Ken McGregor la Coupe Davis pour l'Australie et il a aussi disputé les quatre finales des tournois du Grand Chelem, remportant les deux dernières chronologiquement Wimbledon et Forest Hills. Il est très difficile de comparer Gonzales, Segura, Kramer d'un côté et Sedgman de l'autre car ce dernier fut dominé l'année suivante chez les pros par Segura et Kramer mais en contrepartie il a dominé Gonzales. Il est possible qu'en 1952 Gonzales et Segura furent très légèrement supérieurs à Sedgman mais sans certitude. |
| 1953                                                                     | Jack Kramer P. (USA)                                       | Frank Sedgman P. (Aus.)                                           | Bud Collins; Joe McCauley; en cours d'année 1953 Lance Tingay écrivit qu'il était très difficile d'établir une hiérarchie car Gonzales n'avait encore rencontré aucun des tout meilleurs pros : en fait a) Kramer a pris sa retraite le 9 juillet et n'a pas rencontré Gonzales une seule fois en 1953 et b) Gonzales n'a rencontré Segura et Sedgman pour la première fois de l'année qu'en novembre. En tournée Kramer a battu Sedgman 54-41 et Segura a dominé McGregor 71-25 dans les matchs préliminaires; pendant les pauses de la tournée ces quatre joueurs disputèrent trois tournois à 4 joueurs, Kramer en gagnant deux; sur l'ensemble de l'année Kramer a vaincu Sedgman 56-41 et fut à égalité avec Segura 1-1; l'Équatorien a remporté 5 tournois (plus qu'aucun autre pro); Sedgman a remporté à la fois Wembley Pro et le tournoi de Paris (probablement pas des Internationaux de France Professionnels (French Pro) comme indiqué ailleurs) en vainquant à chaque fois Gonzales en finale; en face-à-face l'Australien fut mené 3-7 par Segura; Gonzales, écarté de la grande tournée mondiale, disputa jusqu'en novembre des tournois sans les trois autres grands joueurs, en particulier il remporta un U.S. Pro de faible densité aux dépens de Budge. Vu que Sedgman a remporté le plus grand tournoi, Wembley, et que Kramer l'a dominé en tournée, un classement possible mais pas certain des meilleurs pros en 1953 est 1) Kramer, 2) Sedgman; Tony Trabert, le meilleur amateur, fut probablement moins bon que les quatre grands pros. |
| 1954                                                                     | Pancho Gonzales P. (USA)                                   | Frank Sedgman P. (Aus.) — Pancho Segura P. (USA)                  | Joe McCauley; Jack Kramer; les sources sont encore contradictoires en 1953-1954 mais il semblerait que durant ces deux années il n'y a eu qu'une seule tournée en Australie et qu'elle a eu lieu en novembre-Décembre 1954 et qu'elle fut remportée par Gonzales (16-9 face à Sedgman; 4-2 face à Segura; 15-0 face à McGregor); Gonzales a surtout remporté la tournée nord-américaine, une série de 70 tournois, tous à 4 joueurs sauf un à 3 joueurs. Un compte rendu publié le 2 juin signala que Gonzales avait remporté 29 tournois dans cette tournée avec 85 matchs gagnés contre 40 perdus. Sedgman aurait remporté 21 tournois et Segura 20. Gonzales aurait battu Segura 30 fois et perdu 20 ou 21 fois contre l'Équatorien. Gonzales aurait battu Sedgman 30 fois et perdu 20 ou 21 fois contre l'Australien (statistiques de Gonzales bizarrement identiques face à ses deux rivaux). Segura aurait dominé Sedgman par la marge la plus infime : 23 victoires contre 22 défaites. Budge ne remporta qu'un seul match dans cette tournée (face à Gonzales au 1er tour du tournoi de l'Olympic Auditorium à Los Angeles le 19 février; Earn n'en a apparemment remporté aucun et Riggs a remporté un seul match en un mois face à Gonzales le 20 mai à Victoria (Canada, Colombie-Britannique); à l'automne Segura, Gonzales, Sedgman et Kramer, de retour en simple après 20 mois de retraite, disputèrent une petite tournée en Extrême-Orient avec Segura présentant le bilan suivant : Segura-Gonzales 1-1, Segura-Sedgman 2-1 et Segura-Kramer 4-0; en tournois Gonzales remporta l'U.S. Pro face à Sedgman et ce dernier remporta le premier Australian Pro de l'histoire du tennis face à Segura; chez les amateurs le duo Tony Trabert/Jaroslav Drobný dominait les débats, l'Américain ayant reconquis avec Seixas la Coupe Davis et remporté Roland Garros tandis que Drobny gagnait enfin Wimbledon; ces deux joueurs semblaient malgré tout un ton en dessous du trio Gonzales-Sedgman-Segura. |
| 1955                                                                     | Pancho Gonzales P. (USA)                                   | Pancho Segura P. (USA)                                            | Bud Collins; Joe McCauley; chez les amateurs même si les États-Unis perdirent la Coupe Davis, Tony Trabert vécut une très belle année amateure en réalisant un Petit Chelem mais il fut probablement moins bon que les pros Gonzales et Segura puisque ces deux joueurs le dominèrent régulièrement quand il entama sa première année chez les professionnels : Trabert fit ses débuts pros le 9 décembre et fut dominé d'entrée par Gonzales; ce dernier domina les pros en 1955 en remportant notamment l'U.S. Pro aux dépens de Segura; Sedgman joua très peu en 1955 notamment à cause d'une opération de l'appendicite; Lawn Tennis and Badminton classa les 12 meilleurs pros ainsi : Gonzales, Segura, Kovacs, Sedgman, Riggs, Earn, Budge, Parker, Pails, Perry, Doyle, et Sam Match. |
| 1956                                                                     | Pancho Gonzales P. (USA)                                   | Frank Sedgman P. (Aus.)                                           | McCauley, page 72; Gonzales a battu Trabert 74-24 dans la grande tournée américaine, Segura dominant Rex Hartwig 56-22 (5 égalités) dans les matchs préliminaires; en tournois Gonzales vainquit Segura à l'U.S. Pro; Gonzales vainquit Sedgman au Pro Tournament of Champions à Los Angeles ainsi qu'à Wembley Pro qui n'avait pas été organisé depuis 1953; Trabert bouscula une seule fois la hiérarchie en 1956 en gagnant le French Pro aux dépens de Gonzales; chez les amateurs Hoad réussit le Petit Chelem mais fut probablement un ton en dessous du quatuor Gonzales-Sedgman-Segura-Trabert comme son entrée chez les pros l'année suivante allait le montrer; Jack March, promoteur du tournoi de Cleveland classa les pros ainsi : 1 Gonzales, 2 Sedgman, 3 Segura, 4 Trabert, 5 Hartwig, 6 Kovacs, 7 Earn, 8 Riggs, 9 Budge, 10 Pails. |
| 1957                                                                     | Pancho Gonzales P. (USA)                                   | Ken Rosewall P. (Aus.)                                            | Joe McCauley; Gonzales a dominé Rosewall 50-26 dans la tournée mondiale, Segura battant Dinny Pails 51-8 dans les matchs préliminaires; Rosewall remporta probablement (à confirmer) une petite tournée en Europe aux dépens de Hoad, Segura et Kramer; Rosewall remporta la tournée australienne avec Hoad, Sedgman et Segura; Segura gagna l'Australian Pro face à Sedgman; Gonzales a vaincu Segura à l'U.S. Pro; Gonzales a aussi remporté the Pro Tournament of Champions à Forest Hills et the Masters Round Robin Pro à Los Angeles; Rosewall a battu Segura à Wembley Pro; chez les amateurs Hoad a facilement remporté Wimbledon, ne perdant qu'un seul set, puis il passa professionnel mais fut régulièrement battu par les meilleurs pros lors de ses trois premiers mois avec eux. |
| 1958                                                                     | Pancho Gonzales P. (USA)                                   | Lew Hoad P. (Aus.)                                                | Joe McCauley; Robert Geist; Jack March; dans la tournée mondiale Gonzales a vaincu Hoad 51-36 et Trabert a dominé Segura 34-31 dans les matchs préliminaires; Gonzales a fini 1er devant Rosewall au Pro Tournament of Champions à Forest Hills; Gonzales a aussi battu Hoad à l'U.S. Pro; Sedgman a gagné Wembley Pro et l'Australian Pro face à Trabert à chaque fois; Rosewall a gagné le French Pro face à Hoad; classement pro de Jack March : 1 Gonzales, 2 Hoad, 3 Segura 4 Trabert 5 Rosewall 6 Sedgman 7 Parker 8 Kovacs 9 Riggs 10 Pails; Robert Geist propose le classement toutes catégories suivant : 1 Gonzales, 2 Hoad, Rosewall. |
| 1959                                                                     | Pancho Gonzales P. (USA)                                   | Lew Hoad P. (Aus.)                                                | Joe McCauley; Jack Kramer; L'Équipe; Mal Anderson; Frank Sedgman; Ashley Cooper; McCauley page 97; résultats globaux de la tournée américaine : 1) Gonzales 47-15, 2) Hoad 42-20, 3) Ashley Cooper 21-40, 4e et dernier)Malcolm Anderson 13-48; dans cette tournée Hoad a rencontré Gonzales 28 fois et l'a dominé 15 fois; Hoad a battu Gonzales en finale du Pro Tournament of Champions à Forest Hills; Gonzales a vaincu Hoad à l'U.S. Pro; Malcolm Anderson a défait Segura en finale de Wembley Pro; Trabert a battu Sedgman au French Pro; Frank Sedgman proposa le classement suivant : 1 Gonzales, 2 Hoad, 3 Rosewall; Ashley Cooper confirma les propos de Sedgman mais suggéra de placer Sedgman à la 4e place; Mal Anderson dans World Tennis, affirma que Kramer avait mis en place un système de points pour désigner le meilleur pro : 14 tournois choisis décernant chacun le même nombre de points, ce qui est injuste car cela ne tient pas compte de l'importance supérieure de certaines épreuves, (7 points pour le vainqueur, 4 pour le finaliste, 3 au 3e, 2 au 4e et 1 pour chaque quart de finaliste), les résultats finaux donnèrent : 1 Hoad, 2 Gonzales, 3 Rosewall, 4 Sedgman, 5 Trabert, 6 Anderson, 7 Segura, 8 Cooper; Kramer publia son propre classement pro différent du précédent : 1 Gonzales, 2 Sedgman, 3 Rosewall, 4 Hoad, 5 Trabert, 6 Segura, 7 Cooper, 8 Anderson, 9 Rose, 10 McGregor, 11 Hartwig; L'Équipe publia son 1er classement mélangeant pros et amateurs : 1 Gonzales, 2 Sedgman, 3 Rosewall, 4 Trabert, 5 Hoad, 6 Segura, 7 Kramer, 8 McGregor, 9 Hartwig, 10 Cooper, 11 Rose; Robert Barne (manager australien de Kramer) publia aussi son classement pro : 1 Hoad, 2 Gonzales, 3 Rosewall, 4 Sedgman, 5 Trabert, 6 Segura, 7 Cooper, 8 Anderson, 9 Rose. |
| 1960                                                                     | Pancho Gonzales P. (USA) - Ken Rosewall P. (Aus.)          | tous les deux ex aequo                                            | Joe McCauley; L'Équipe; Robert Geist; McCauley p57, résultats de la tournée mondiale : 1) Gonzales 49-8, 2) Rosewall 32-25, 3) Segura 22-28, 4) Alex Olmedo 11-44; juste après Gonzales remporta un petit tournoi puis décida de prendre sa retraite (il reviendra 7 mois 1/2 après sur sa décision); Olmedo a vaincu Trabert dans un U.S. Pro sans Gonzales, Rosewall et Hoad; Rosewall remporta Wembley Pro face à Segura; Rosewall vainquit Hoad au French Pro; comme l'année précédente Kramer classa, à tort, Gonzales & Sedgman aux deux premières places alors que Sedgman ne fit jamais mieux que 3e dans une grande épreuve et ne remporta aucun tournoi; L'Équipe classa Rosewall numéro 1 grâce à ses grandes victoires en Europe; dans son livre « DER GRÖSSTE MEISTER Die denkwürdige Karriere des australischen Tennisspielers Kenneth Robert Rosewall » Robert Geist classa ex aequo Gonzales et Rosewall à la 1re place. |
| 1961                                                                     | Ken Rosewall P. (Aus.)                                     | Pancho Gonzales P. (USA)                                          | Joe McCauley; L'Équipe, Robert Geist; chacun des 6 joueurs engagés dans les World Series Round Robin Series devait disputer 47 matchs, puis une deuxième (et finale) phase de 28 matchs opposaient les 1er et 2e de la première phase, idem pour les 3e et 4e afin de connaître les places finales du vainqueur au 4e; Rosewall cependant décida de prendre de longues vacances et ne joua pas pendant le premier semestre; les joueurs principaux acceptèrent d'être remplacés lors de blessures et d'intégrer les résultats des remplaçants : Gonzales-(Segura) 33-14, Andrés Gimeno 27-20, Hoad-(Trabert, Cooper, Sedgman) 24-23, Barry MacKay 22-25, Olmedo 18-29, Butch Buchholz 16-31; le classement final fut : 1) Gonzales qui domina 2) Gimeno, 21-7, 3) Sedgman (qui remplaça Hoad) qui battit 4) MacKay 15-13; en tournois Gonzales vainquit Sedgman à l'U.S. Pro; Rosewall domina Hoad à Wembley Pro; Rosewall battit Gonzales au French Pro; à la fin de l'année (25 octobre) Gonzales prit une nouvelle fois sa retraite, pendant 20 mois (il revint sur le circuit le 27 juin 1963); L'Équipe une fois de plus classa Rosewall no 1 mondial (2) Gonzales, 3) Hoad, 4) Trabert, 5) Segura, 6) Gimeno, 7) Cooper, 8) MacKay, 9) Olmedo, 10) Buchholz, 11) Laver, 12) Anderson, 13) Emerson, 14) Pietrangeli, 15) Santana, 16) Ayala, 17) Krishnan, 18) Sangster, 19) Lundquist, 20) McKinley, 21) Darmon, ... 23) Neale Fraser) grâce à ses résultats en Europe pendant le deuxième semestre; le chapitre 1961 de McCauley a pour titre : Gonzales Still World Champion mais dans le texte McCauley précise à plusieurs reprises que Rosewall mérite la place de no 1 mondial; Geist classa Rosewall no 1 mondial unique. |
| 1962                                                                     | Ken Rosewall P. (USA)                                      | Lew Hoad P. (Aus.)                                                | Joe McCauley; Ken Rosewall; pas de tournée américaine, peu de tennis lors du premier semestre; Rosewall a eu une année exceptionnelle chez les pros, vainqueur de 10 tournois dont les grands tournois européens; Butch Buchholz a vaincu Segura à l'U.S. Pro au tableau très faible; Rosewall a vaicu Hoad à Wembley Pro; Rosewall a dominé Gimeno au French Pro; Rod Laver a une grande année amateur, remportant avec Emerson la Coupe Davis, et seul les 4 tournois du Grand Chelem, mais il fut sévèrement battu lors de ses débuts pros en 1963, montrant bien la différence de niveau entre les meilleurs pros et les meilleurs amateurs de l'époque; Rosewall proposa son classement des pros fin 1962, excluant Segura désormais semi-retraité : #1 Rosewall, #2 Hoad, #3 Gimeno, #4 Laver, #5 Buchholz. |
| 1963                                                                     | Ken Rosewall P. (USA)                                      | Rod Laver P. (Aus.)                                               | Joe McCauley; Frank Sedgman; Rosewall domina sur le gazon australasien (Australie+Nouvelle-Zélande) la nouvelle recrue professionnelle Rod Laver, 11 victoires à 2 et Hoad fut encore plus tranchant face à Laver, 8-0 puis une tournée américaine, World Championship Series, fut organisée avec 6 joueurs, deux américains Buchholz et MacKay, un Espagnol Gimeno, un Chilien Ayala et deux Australiens Rosewall et Laver (Hoad fut écarté pour qu'il n'y ait pas trop d'Australiens aux EU) : lors de la première phase Rosewall termina premier (31 victoires - 10 défaites) devant Laver (26-16), Buchholz (23-18), Gimeno, MacKay et Ayala. Dans la deuxième (et finale) phase Rosewall remporta la tournée en dominant Laver 14-4 et Gimeno battit Buchholz 11-7 pour la 3e place. Puis Rosewall remporta cinq tournois dont les 3 majeurs de l'année et Laver atteignit la finale de deux tournois majeurs et remporta aussi 5 tournois de moindre importance; Rosewall a vaincu Laver à l'U.S. Pro; Rosewall a battu Laver au French Pro; Rosewall a dominé Hoad à Wembley Pro; en janvier 1964 Sedgman considérait que Laver était désormais le dauphin de Rosewall et une sérieuse menace pour son leadership. |
| 1964                                                                     | Rod Laver P. (Aus.) - Ken Rosewall P. (Aus.)               | tous les deux ex aequo                                            | Joe McCauley; Robert Geist; Laver a remporté 11 tournois et Rosewall 10; Laver a battu Rosewall 12-3 en confrontations directes; Gonzales revenu aux affaires remporta deux grands tournois; Laver, plutôt modeste lors de son speech après sa victoire à Wembley, cité par McCauley : « J'... aimerais être le numéro 1 mondial.... Je ne le suis pas encore — c'est Ken qui l'est. Certes je l'ai battu plus souvent qu'il ne m'a battu mais il a gagné les plus grands tournois hormis ici... J'ai aussi perdu contre d'autres joueurs contrairement à Ken. »; Un classement par points établis à partir de 17 (ou 18) tournois pros (excluant de fait au moins 11 ou 12 autres tournois) classa Rosewall no 1 devant Laver mais ce système accordait le même nombre de points à tous les tournois ne tenant pas compte de l'importance supérieure des épreuves majeures où Laver fut meilleur que Rosewall : Laver domina Rosewall & Gonzales à l'U.S. Pro; Laver battit encore Rosewall à Wembley Pro; Rosewall vainquit Laver au French Pro; McCauley met comme titre pour l'année 1964 de son livre : Rosewall Tops Again But Only Just (Rosewall encore le no 1 mais de justesse) mais Robert Geist classa ex aequo Laver & Rosewall numéros 1 (dans son livre « DER GRÖSSTE MEISTER Die denkwürdige Karriere des australischen Tennisspielers Kenneth Robert Rosewall »). |
| 1965                                                                     | Rod Laver P. (Aus.)                                        | Ken Rosewall P. (Aus.)                                            | Joe McCauley; bien que Rosewall a remporté 2 des 3 tournois vraiment majeurs de l'année, Laver fut le roi incontesté du tennis en remportant 15 tournois dont Wembley Pro contre seulement 6 pour Rosewall; de plus Laver a battu Rosewall 13-5 en confrontations directes; Rosewall a gagné l'U.S. Pro et le French Pro face à Laver; Laver a dominé Gimeno à Wembley Pro. |
| 1966                                                                     | Rod Laver P. (Aus.)                                        | Ken Rosewall P. (Aus.)                                            | Joe McCauley; ce fut l'année de la plus grande rivalité entre Laver et Rosewall; ils se partagèrent tous les titres majeurs, Laver légèrement meilleur : sur le circuit mondial disputé par les meilleurs pros, Laver remporta 15 tournois dont Forest Hills Pro, l'U.S. Pro et Wembley Pro avec Rosewall finaliste dans ces trois tournois, Rosewall gagna 9 tournois dont le Madison Square Garden Pro et le French Pro aux dépens de ... Laver les deux fois, Gimeno remporta 6 tournois, et Gonzales 1; Laver et Rosewall se partagèrent les victoires, 7-7, en confrontations directes. |
| 1967                                                                     | Rod Laver P. (Aus.)                                        | Ken Rosewall P. (Aus.)                                            | Joe McCauley; Laver a probablement connu la meilleure saison de sa carrière, du moins sur surface rapide, remportant 18 tournois dont tous les majeurs : the Madison Square Garden Pro, l'U.S. Pro, Wimbledon Pro, le French Pro et Wembley Pro; Rosewall est resté second en gagnant 7 tournois et en atteignant la finale du Madison Square Garden Pro, de Wimbledon Pro et de Wembley Pro; Gimeno fut très près de Rosewall avec 3 victoires en tournois et en jouant les finales majeures de l'U.S. Pro et du French Pro; Laver battit Rosewall 8-5 et Gimeno 12-4 dans les face-à-face, Rosewall et Gimeno se partagèrent les victoires 7-7. |
| 1968                                                                     | Rod Laver                                                  | Arthur Ashe A.                                                    | Bud Collins; Joe McCauley; Lance Tingay; 1re année de l'ère Open; au moins 10 tournois open, les professionnels en remportant 8 et les amateurs 2; sur 244 matchs opposant professionnels et amateurs, les professionnels en gagnèrent 199, et les amateurs 45;. Laver vainquit Tony Roche à Wimbledon Open; Arthur Ashe battit Tom Okker à l'U.S. Open; Ken Rosewall domina Laver à Roland Garros Open; Laver gagna le Pacific Southwest Open (Los Angeles) aux dépens de Rosewall; Laver remporta l'U.S. Pro en battant John Newcombe; Rosewall domina Newcombe à Wembley Pro; Laver vainquit Newcombe au French Pro, dernière édition de l'histoire (disputée à nouveau à ... Roland Garros); Okker et Clark Graebner se partagèrent le titre du Queen's (à cause de la pluie); dans World Tennis magazine, McCauley classa les 10 meilleurs, professionnels et amateurs mélangés : Laver, Ashe, Tom Okker, Rosewall, Newcombe, Tony Roche, Clark Graebner, Cliff Drysdale, Gonzales, Dennis Ralston; Lance Tingay proposa le classement suivant : Laver, Ashe, Rosewall, Okker, Roche, Newcombe, Graebner, Ralston, Drysdale, Gonzales; et Collins proposa Laver, Ashe, Rosewall, Roche, Okker, Newcombe, Graebner, Ralston, Drysdale, Gonzales; un panel de 17 journalistes, principalement Européens, proposèrent la liste suivante : 1) Laver, 2) Ashe, 3) Rosewall, 4) Okker, 5) Newcombe, 6) Roche, 7) Graebner, 8) Drysdale, 9) Ralston, 10) Gonzales. |
| 1969                                                                     | Rod Laver                                                  | Tony Roche                                                        | Bud Collins; Lance Tingay; Laver remporta 18 tournois en incluant les petits tournois et il réussit en particulier le Grand Chelem Open avec tous les meilleurs enfin présents et il remporta aussi le South African Open, l'U.S. Pro aux dépens de Newcombe, Wembley Pro en battant Roche. Bien que ce dernier a dominé Laver dans 6 rencontres sur 11, Laver a toujours gagné les matchs importants. Cette année-là Laver fut le meilleur sur chaque surface; un panel du SID (Sport Informations-Dienst) composé par Ulrich Kaiser, avec 17 journalistes (principalement de journaux Européens dont Hellberg, Mezzanotte, Grau, Rex Bellamy, Lance Tingay, De Bie, etc., et aussi Joe McCauley) proposa le classement suivant : 1) Laver (170), 2) Roche (153), 3) Newcombe (134), 4) Okker (109), 5) Ashe (104), 6) Rosewall (87), 7) Gonzales (39), 8) Drysdale (34), 9) Gimeno et Stolle (33), 11) Emerson (28). |
| 1970                                                                     | Ken Rosewall John Newcombe Rod Laver (tous les 3 égaux)    | Ken Rosewall John Newcombe Rod Laver (tous les 3 égaux)           | Joe McCauley; Bud Collins; Lance Tingay; The panel of the 'Martini and Rosso' award; The WCT panel; Robert Geist; dans les deux plus grandes et de loin épreuves de l'année Newcombe gagna Wimbledon en battant Rosewall, et Rosewall remporta l'U.S. Open en dominant successivement Newcombe et Roche; Smith gagna le Masters aux dépens de Laver; si Laver a grandement échoué dans les tournois du Grand Chelem il a aussi connu de grands succès dans les tournois de niveau inférieur mais encore importants (l'équivalent des tournois Masters Series de 2006) comme Philadelphia (face à Roche), Dunlop Sydney Open (aux dépens de Rosewall), Pacific Southwest Open (Los Angeles) (Newcombe finaliste) et Wembley Pro (Cliff Richey finaliste); Roche battit Laver à l'U.S. Pro. Par conséquent comme aucun joueur n'a véritablement dominé le circuit divers arguments valables peuvent être avancés pour désigner le Champion du Monde : le panel d'experts pour la 'Martini and Rosso' Cup, a classé Rosewall numéro 1 mondial juste devant Laver; Judith Elian de L'Équipe a placé Rosewall premier devant Newcombe, Roche et Laver; Lance Tingay, Joe McCauley et Bud Collins ont tous classé Newcombe devant Rosewall; le panel de journalistes qui établit la liste des 32 meilleurs joueurs du monde susceptibles de disputer le circuit WCT, l'année suivante (1971) classa Laver #1, Rosewall #2, Newcombe #3; enfin Robert Geist classa Rosewall, Laver et Newcombe #1 ex aequo synthétisant l'ensemble des opinions. |
| 1971                                                                     | Stan Smith John Newcombe (tous les deux ex aequo)          | Stan Smith John Newcombe (tous les deux ex aequo)                 | Lance Tingay; Bud Collins; Martini-Rossi award; Judith Elian; Ilie Năstase; Newcombe a vaincu Smith à Wimbledon; Smith a battu Kodeš à l'U.S. Open; Rosewall domina Ashe à l'Australian Open; Rosewall a battu Laver dans les WCT Finals; Laver a vaincu Kodeš à l'Italian Open; Kodeš a dominé Năstase à Roland Garros; Năstase a terminé premier devant Smith au Masters; Rosewall a vaincu Drysdale à l'U.S. Pro; Ilie Năstase a battu Laver à Wembley Pro; Tingay et Collins classèrent Newcombe #1 devant Smith; le Martini-Rossi award fut attribué conjointement à Smith et Newcombe; Judith Elian a classé Newcombe et Smith 1ers ex aequo; classement de Năstase : 1) Smith, 2) Newcombe, 3) Kodeš; Robeist Geist a classé ex aequo Smith, Newcombe et Rosewall ex aequo à la première place. |
| 1972                                                                     | Stan Smith                                                 | Ilie Năstase                                                      | Judith Elian; Lance Tingay; Joe McCauley; Bud Collins; du fait du bannissement des joueurs WCT par la FILT, ces joueurs n'ont pu disputer ni Roland Garros ni Wimbledon ni la Coupe Davis; Năstase a vaincu Ashe à l'U.S. Open dans le seul tournoi de l'année où tous les meilleurs furent présents; Rosewall a vaincu Laver dans les WCT Finals (Dallas); Smith a remporté les deux tournois les plus denses après l'U.S. Open, le Pacific Southwest Open à Los Angeles (Roscoe Tanner finaliste) et le Stockholm Open (Okker finaliste) et Ashe a remporté les Autumn WCT Finals à Rome; Smith a battu Năstase dans un Wimbledon dévalué; Gimeno a battu Patrick Proisy dans un Roland Garros dévalué; Bob Lutz a vaincu Tom Okker à l'U.S. Pro; Richey a battu Clark Graebner au Wembley Pro; Judith Elian, Tingay et McCauley ont tous trois classé Smith #1, Năstase #2 et Rosewall #3; Collins classa lui Rosewall devant Năstase contrairement à ses collègues. |
| 1973                                                                     | Ilie Năstase                                               | John Newcombe                                                     | ATP; Tennis (US magazine); Newcombe a vaincu Kodeš à l'U.S. Open le seul tournoi de l'année où tous les meilleurs, sauf Emerson, furent présents; Năstase a battu Nikola Pilić à Roland Garros, le seul autre tournoi du Grand Chelem qui méritait ce nom cette année-là; Năstase vainquit Okker au Masters; Smith a battu Ashe dans les WCT Finals; environ 13 des 20 meilleurs joueurs du monde tentèrent leur chance dans la première Coupe Davis Open de l'histoire du tennis : Laver fut invaincu en 4 simples et deux doubles; Nastase a remporté 17 tournois; Jimmy Connors a battu Ashe à l'U.S. Pro; Tennis (US magazine) classa Nastase #1 et Newcombe #2 comme l'ordinateur de l'ATP. |
| 1974                                                                     | Jimmy Connors                                              | John Newcombe                                                     | Tennis (US magazine); Connors, qui n'a été battu que 4 fois en 1974, a remporté Wimbledon et l'U.S. Open aux dépens de Rosewall à chaque fois; Newcombe a gagné 10 tournois dont les WCT Finals; Björn Borg a remporté Roland Garros (Manuel Orantes finaliste), les Internationaux d'Italie à Rome (Năstase finaliste) et l'U.S. Pro (Okker finaliste); Guillermo Vilas a empêché Năstase de triompher une quatrième fois au Masters; Tennis (US magazine) a classé Connors #1 et Newcombe #2 comme le classement ATP (si tous les experts ont placé Connors à la première place, les avis ont divergé pour la deuxième place : Elian a placé Borg à cette place, Tingay a choisi Rosewall et Collins a proposé Vilas). |
| 1975                                                                     | Arthur Ashe                                                | Björn Borg Jimmy Connors Manuel Orantes (probablement tous égaux) | Bud Collins; Judith Elian; Barry Lorge; ATP Awards; Ashe, qui a remporté 9 tournois, a vaincu Connors à Wimbledon; Orantes a battu Connors à l'U.S. Open; Ashe a dominé Borg dans les WCT Finals; Năstase vainquit Borg au Masters; Borg a battu Vilas à Roland Garros ainsi qu'à U.S. Pro; Collins, Elian et Lorge classèrent tous les trois Ashe no 1 et Borg no 2 (très différent du classement ATP); Tingay classa Ashe #1, Orantes #2, Connors #3, Borg #4; World Tennis classa Ashe #1, Connors #2, Borg #3, Orantes #4; Steve Fink classa Ashe #1, Orantes #2, Borg #3, Connors #4 et l'ATP elle-même désigna Ashe « Joueur de l'Année » contredisant son propre classement informatique. |
| 1976                                                                     | Jimmy Connors                                              | Björn Borg                                                        | Bud Collins; Lance Tingay; John Barrett; Peter Bodo; Judith Elian; Joe McCauley; ATP Awards; Tennis Magazine (France); Connors a remporté 10 tournois dont l'U.S. Open (Borg finaliste), l'U.S. Pro Indoor à Philadelphia (Borg finaliste), Palm Springs et Las Vegas; Connors a battu Borg 4 fois sur 4; Borg a remporté Wimbledon (Năstase finaliste) et les WCT Finals (Vilas finaliste) ainsi que l'U.S. Pro (Harold Solomon finaliste); Adriano Panatta a remporté Roland Garros aux dépens de Solomon et les Internationaux d'Italie à Rome face à Vilas; Collins, Tingay, John Barrett, Peter Bodo, McCauley et Judith Elian classèrent tous Connors 1er et Borg 2e; Collins, Barrett, McCauley, Elian classèrent Nastase 3e; enfin une minorité de journalistes classa Borg 1er comme le magazine français Tennis Magazine et l'ATP elle-même qui désigna Borg « Joueur de l'Année » contredisant son propre classement informatique. |
| 1977                                                                     | Björn Borg Guillermo Vilas (tous les deux ex aequo)        | Björn Borg Guillermo Vilas (tous les deux ex aequo)               | Tennis Magazine (France); World Tennis; Michel Sutter; Agence France Presse, ATP Awards; Borg a remporté Wimbledon face à Connors qui a aussi été battu en finale de l'U.S. Open par Vilas; Connors a remporté le Masters aux dépens de Borg et les WCT Finals face à Dick Stockton; Vilas a gagné Roland-Garros, l'US Open, a été finaliste à l'Open d'Australie et a remporté 16 tournois et 46 matchs consécutifs ; Vilas a gagné un faible Roland Garros sans Connors, Borg, Vitas Gerulaitis, Orantes et Stockton; Orantes a vaincu Eddie Dibbs à l'U.S. Pro; Tennis Magazine (France) a classé Borg #1 entre autres raisons parce qu'il a battu Vilas 3 fois sur 3 tandis que France Presse, World Tennis ou Michel Sutter placèrent Vilas à la première place car ce dernier a entre autres remporté 46 matchs (voire 50 en incluant Rye un tournoi hors ATP) consécutifs; l'ATP elle-même désigna Borg "Joueur de l'Année" contredisant son propre classement informatique. |
| 1978                                                                     | Björn Borg                                                 | Jimmy Connors                                                     | Tennis Magazine (France); FIT (Fédération Internationale de Tennis); ATP Awards; Borg a vaincu Connors à Wimbledon; Borg a battu Vilas à Roland Garros; Connors a dominé Borg à l'U.S. Open; John McEnroe a gagné le Masters face à Ashe; Connors a gagné l'U.S. Pro Indoor; Orantes a battu Solomon à l'U.S. Pro; la FIT a désigné Borg Champion du Monde; l'ATP elle-même désigna Borg « Joueur de l'Année » contredisant son propre classement informatique; Tennis Magazine (France) a classé Borg #1 et Connors #2. |
| 1979                                                                     | Björn Borg                                                 | John McEnroe                                                      | Tennis Magazine (France); FIT; ATP Awards; Borg a réussi Petit Chelem officieux à l'époque en remportant Wimbledon (Tanner finaliste), Roland Garros (Víctor Pecci finaliste) et le Masters (Gerulaitis finaliste) devenu à l'époque le 4e tournoi du monde, l'Australian Open n'attirant aucun des meilleurs sur gazon (Borg, McEnroe, Connors, Tanner); McEnroe gagna à l'U.S. Open face à Gerulaitis; José Higueras a battu Hans Gildemeister à l'U.S. Pro; la FIT a désigné Borg Champion du Monde; l'ATP désigna Borg « Joueur de l'Année »; Tennis Magazine (France) a classé Borg no 1, McEnroe no 2 et Connors no 3. |
| 1980                                                                     | Björn Borg                                                 | John McEnroe                                                      | Tennis Magazine (France); ITF; ATP Awards; non seulement Borg répéta sa performance de l'année précédente en remportant encore Wimbledon (McEnroe finaliste), Roland Garros (Gerulaitis finaliste) et le Masters (Ivan Lendl finaliste) mais il a aussi atteint la finale de l'U.S. Open remporté par McEnroe à la suite d'une balle douteuse dans le cinquième set; Dibbs a battu Gene Mayer à l'U.S. Pro; la FIT a désigné Borg Champion du Monde; l'ATP désigna Borg « Joueur de l'Année »; Tennis Magazine (France) a classé Borg #1, McEnroe #2 et Connors #3 comme l'année précédente. |
| 1981                                                                     | John McEnroe                                               | Björn Borg                                                        | Tennis Magazine (France); ITF; ATP Awards; McEnroe a gagné Wimbledon et l'U.S. Open en vainquant à chaque fois Borg; Borg a remporté Roland Garros face à Lendl; Lendl a remporté le Masters; José Luis Clerc a battu Gildemeister à l'U.S. Pro; après sa défaite au deuxième tour de Tokyo indoor en octobre, Borg a pris une quasi-retraite; la FIT a désigné McEnroe Champion du Monde; l'ATP désigna McEnroe « Joueur de l'Année »; Tennis Magazine (France) a classé McEnroe #1, Borg #2. |
| 1982                                                                     | Jimmy Connors                                              | Ivan Lendl                                                        | L'Équipe; Tennis Magazine (France); ITF; ATP Awards; Connors réussit le doublé Wimbledon (McEnroe finaliste) et U.S. Open (Lendl finaliste); Mats Wilander a vaincu Vilas à Roland Garros; Lendl réussit un des meilleurs (si ce n'est le meilleur) matchs de toute sa carrière en finale du Masters en dominant McEnroe 6-4 6-4 6-2 en finale; Vilas a battu Mel Purcell à l'U.S. Pro; pour la petite histoire : bien que retiré du circuit officiel, Borg a joué de nombreux tournois sur invitation et des exhibitions et il réussit à battre Connors 2 fois en 6 rencontres et au Sydney Akai Gold Challenge il a dominé Gerulaitis, McEnroe et Lendl; la FIT a désigné Connors Champion du Monde; l'ATP désigna Connors « Joueur de l'Année » contredisant son propre classement informatique; L'Équipe et Tennis Magazine (France) ont classé Connors no 1 mondial devant Lendl no 2 et McEnroe no 3 contredisant aussi fortement le classement ATP. |
| 1983                                                                     | John McEnroe                                               | Mats Wilander                                                     | Tennis Magazine (France); ITF; ATP Awards; McEnroe a battu Chris Lewis à Wimbledon; Connors a vaincu Lendl à l'U.S. Open; Yannick Noah a dominé Wilander en finale de Roland Garros; pour la première fois depuis 1971 l'Australian Open a mérité son appellation de « tournoi du Grand Chelem » car les grands joueurs revinrent dans ce tournoi (McEnroe, Lendl et Wilander parmi les meilleurs participèrent à cette édition) : Wilander battit Lendl; McEnroe gagna au Masters et aux WCT Finals à chaque fois contre Lendl; Clerc a battu Jimmy Arias à l'U.S. Pro; la FIT a désigné McEnroe (contre Wilander) Champion du Monde; l'ATP désigna McEnroe « Joueur de l'Année »; Tennis Magazine (France) a classé McEnroe no 1 et Wilander no 2. |
| 1984                                                                     | John McEnroe                                               | Ivan Lendl                                                        | Tennis Magazine (France); ITF; ATP Awards; McEnroe n'a perdu que 3 matchs en 1984 mais deux furent très importants : la finale de Roland Garros gagné par Lendl et son match contre Henrik Sundström de Coupe Davis, épreuve remportée par la Suède, de plus McEnroe fut privé d' Australian Open, remporté par Wilander aux dépens de Kevin Curren, parce qu'il fut suspendu à la suite de son comportement honteux au tournoi de Stockholm ; cependant McEnroe a joué le meilleur tennis de sa vie en 1984 : dans son autobiographie il cite le tournoi de Bruxelles en mars comme le meilleur de sa carrière, il n'a jamais perdu plus de 3 jeux dans un set, et sa démonstration en finale de Wimbledon contre Connors est encore présente dans la mémoire des témoins du match car ce fut une de ses meilleures; McEnroe a vaincu Lendl à la fois à l'U.S. Open et au Masters (la dernière grande victoire du citoyen américain; Aaron Krickstein a battu Clerc à l'U.S. Pro; la FIT a désigné McEnroe Champion du Monde; l'ATP désigna McEnroe « Joueur de l'Année »; Tennis Magazine (France) a approuvé. |
| 1985                                                                     | Ivan Lendl                                                 | Mats Wilander                                                     | Tennis Magazine (France); ITF; ATP Awards; Lendl a remporté l'U.S. Open face à McEnroe et le Masters face à Boris Becker; Mats Wilander a battu Lendl à Roland Garros et Martín Jaite à l'U.S. Pro; Boris Becker a dominé Curren à Wimbledon; Stefan Edberg a vaincu Wilander à l'Australian Open; Tim Mayotte a battu Scott Davis au tournoi de l'ATP (considéré à l'époque comme le 6e tournoi du monde (avec des tableaux entre 96 et 128 joueurs) après les tournois du Grand Chelem et le Masters : il fut créé par Earl « Butch » Buchholz (qui fut 5 ou 6e joueur du monde en 1962 et 1963) et organisé à Delray Beach en 1985, à Boca West en 1986, et depuis 1987 à Key Biscayne (ce tournoi est devenu dans les années 2000 le tournoi ATP Masters Series de Miami)); la FIT a désigné Lendl Champion du Monde; l'ATP désigna Lendl « Joueur de l'Année » ; Tennis Magazine (France) a classé Lendl #1 et Wilander #2. |
| 1986                                                                     | Ivan Lendl                                                 | Boris Becker                                                      | Tennis Magazine (France); ITF; ATP Awards; Lendl a réussi une espèce de « Petit Chelem » en remportant l'U.S. Open (Miloslav Mečíř finaliste), Roland Garros (Mikael Pernfors finaliste) et le Masters (Becker finaliste car il n'y eut pas d'Australian Open cette année-là car le tournoi fut déplacé d'un mois (de décembre 1986 à Janvier 1987); Becker a vaincu Lendl à Wimbledon et a remporté 3 tournois (Sydney indoor, Tokyo indoor, Paris-Bercy indoor) en 3 semaines et sur 3 continents différents; Lendl a vaincu Wilander dans le « tournoi de l'ATP » à Boca West; Andrés Gómez a battu Jaite à l'U.S. Pro; la FIT a désigné Lendl Champion du Monde; l'ATP désigna Lendl « Joueur de l'Année » ; Tennis Magazine (France) a classé Lendl #1 et Becker #2. |
| 1987                                                                     | Ivan Lendl                                                 | Stefan Edberg                                                     | ITF; ATP Awards; Lendl remporta l'U.S. Open, Roland Garros et le Masters chaque fois contre Wilander; Pat Cash a vaincu Lendl à Wimbledon; Edberg a battu Cash à l'Australian Open; Mečíř a vaincu Lendl au tournoi de l'ATP à Key Biscayne; Wilander a vaincu Kent Carlsson à l'U.S. Pro; la FIT a désigné Lendl Champion du Monde; l'ATP désigna Lendl « Joueur de l'Année ». |
| 1988                                                                     | Mats Wilander                                              | Ivan Lendl                                                        | Tennis Magazine (France); ITF; ATP Awards; Wilander a réussi un « Petit Chelem » en battant Cash à l'Australian Open, Henri Leconte à Roland Garros et Lendl à l'U.S. Open; Wilander a aussi remporté le tournoi de l'ATP à Key Biscayne face à Connors; Edberg a vaincu Becker à Wimbledon; Becker a dominé Lendl au Masters; Thomas Muster a battu Lawson Duncan à l'U.S. Pro; la FIT a désigné Wilander Champion du Monde; l'ATP désigna Wilander « Joueur de l'Année » ; Tennis Magazine (France) a classé Wilander #1 et Lendl #2. |
| 1989                                                                     | Boris Becker                                               | Ivan Lendl                                                        | Tennis Magazine (France); ITF; ATP Awards; Becker a été impressionnant en 1989 en gagnant Wimbledon aux dépens de Lendl et d'Edberg et l'U.S. Open; Becker fut aussi invaincu en Coupe Davis (Agassi, Wilander et Edberg durent s'avouer vaincus); Lendl a remporté l'Australian Open face à Mečíř et le tournoi de l'ATP à Key Biscayne face à Muster; Michael Chang est devenu le plus jeune vainqueur de Roland Garros face à Edberg; Edberg a remporté le Masters face à Becker; Gomez a battu Wilander à l'U.S. Pro; la FIT a désigné Becker Champion du Monde; l'ATP désigna Becker « Joueur de l'Année » contredisant son propre classement informatique; Tennis Magazine (France) a classé Becker #1 et Lendl #2. |
| 1990                                                                     | Stefan Edberg                                              | Andre Agassi                                                      | Tennis Magazine (France); ATP Awards; Edberg a vaincu Becker à Wimbledon; Pete Sampras a remporté son premier tournoi du Grand Chelem à l'U.S. Open face à Agassi qui a aussi perdu la finale de Roland Garros contre Gomez; Lendl a battu Edberg en finale de l'Australian Open à la suite de l'abandon du Suédois au 3e set; Agassi a remporté le Singles Championship (l'ancien Masters et future Tennis Masters Cup) et le tournoi de l'ATP à Key Biscayne en battant Edberg à chaque fois; Jaite a battu Libor Nemecek à l'U.S. Pro; ce fut la seule fois que la désignation du Champion du Monde par la FIT fut fortement critiquée : celle-ci a puni Edberg car il n'a pas voulu disputer la Coupe du Grand Chelem, un tournoi extrêmement doté, créé par Philippe Chatrier, président de la FIT, afin de combattre le nouveau circuit de l'ATP (la FIT a désigné Lendl à tort); l'ATP désigna Edberg « Joueur de l'Année » confirmant son propre classement informatique mais contredisant la FIT; Tennis Magazine (France) a classé correctement Edberg #1 et Agassi #2 (Lendl ne fut que #3). |
| 1991                                                                     | Stefan Edberg                                              | Jim Courier                                                       | Tennis Magazine (France); ITF; ATP Awards; Michael Stich a dominé son compatriote Becker à Wimbledon; Edberg, jouant probablement le meilleur match de sa carrière, a vaincu Jim Courier en finale de l'U.S. Open; Courier a battu Agassi à Roland Garros et David Wheaton au tournoi de l'ATP à Key Biscayne; Becker a vaincu Lendl à l'Australian Open; Sampras a dominé Courier au Singles Championship; Gomez a battu Andreï Cherkasov à l'U.S. Pro; cette fois la FIT a correctement désigné Edberg Champion du Monde; l'ATP désigna Edberg « Joueur de l'Année » ; Tennis Magazine (France) a classé Edberg #1 et Courier #2. |
| 1992                                                                     | Jim Courier                                                | Stefan Edberg                                                     | Tennis Magazine (France); ITF; ATP Awards; Agassi remporta son premier tournoi du Grand Chelem sur la surface où il était le moins efficace, le gazon de Wimbledon; Courier a battu Edberg à l'Australian Open et Petr Korda à Roland Garros; Edberg a lui remporté son dernier tournoi du Grand Chelem à l'U.S. Open face à Sampras; Becker a vaincu Courier au Singles Championship; Chang a battu Alberto Mancini (capitaine de l'équipe argentine de Coupe Davis en 2006) au tournoi de l'ATP à Key Biscayne; Ivan Lendl a dominé Richey Reneberg à l'U.S. Pro; la FIT a désigné Courier Champion du Monde; l'ATP désigna Courier « Joueur de l'Année » ; Tennis Magazine (France) a classé Courier #1. |
| 1993                                                                     | Pete Sampras                                               | Jim Courier                                                       | Tennis Magazine (France); ITF; ATP Awards; Sampras entama son règne en triomphant à Wimbledon face à Courier, à l'U.S. Open face à Cédric Pioline au tournoi de l'ATP à Key Biscayne face à MaliVai Washington; Sergi Bruguera a vaincu Courier à Roland Garros; Courier a dominé Edberg à l'Australian Open; Michael Stich a battu Sampras au Singles Championship; Lendl a dominé Todd Martin à l'U.S. Pro; la FIT a désigné Sampras Champion du Monde; l'ATP désigna Sampras « Joueur de l'Année » ; Tennis Magazine (France) a classé Sampras #1 et Courier #2 (Stich fut #2 à l'ATP). |
| 1994                                                                     | Pete Sampras                                               | Andre Agassi                                                      | Tennis Magazine (France); ITF; ATP Awards; Sampras remporta l'Australian Open face à Todd Martin, son 3e tournoi du Grand Chelem de suite mais il perdit en quart à Roland Garros où Bruguera conserva sa couronne en dominant en finale Alberto Berasategui; Sampras gagna aussi à Wimbledon face à Ivanišević, les Singles Championship en dominant Agassi puis Becker en finale et le tournoi de l'ATP à Key Biscayne encore face à Agassi; Agassi domina Stich à l'U.S. Open; Lendl a battu MaliVai Washington à l'U.S. Pro; la FIT a désigné Sampras Champion du Monde; l'ATP désigna Sampras « Joueur de l'Année » ; Tennis Magazine (France) a classé Sampras #1 et Agassi #2. |
| 1995                                                                     | Pete Sampras                                               | Andre Agassi                                                      | Tennis Magazine (France); ITF; ATP Awards; Sampras a vaincu Becker à Wimbledon; Sampras a dominé Agassi à l'U.S. Open; Thomas Muster a battu Michael Chang à Roland Garros; Agassi a dominé Sampras à l'Australian Open et au tournoi de l'ATP à Key Biscayne; Becker a remporté les Singles Championship face à Chang; l'U.S. Pro ne s'est pas terminé à cause de la pluie; la FIT a désigné Sampras Champion du Monde; l'ATP désigna Sampras « Joueur de l'Année » ; Tennis Magazine (France) a classé Sampras #1 et Agassi #2. |
| 1996                                                                     | Pete Sampras                                               | Michael Chang                                                     | ITF; ; ATP Awards; Sampras a eu des difficultés à retenir sa couronne mondiale car il a dû sauver une balle de match en quart de finale de l'U.S. Open face à Àlex Corretja, finalement Sampras a vaincu Chang en finale; Krajicek, tombeur de Sampras, a battu MaliVai Washington en finale de Wimbledon; Ievgueni Kafelnikov a dominé Stich à Roland Garros; Becker a remporté son dernier tournoi du Grand Chelem à l'Australian Open en battant Chang; Sampras a dominé Becker au Singles Championship; Agassi a battu Ivanišević au tournoi de l'ATP à Key Biscayne; l'U.S. Pro ne fut pas organisé; la FIT a désigné Sampras Champion du Monde; l'ATP désigna Sampras « Joueur de l'Année ». |
| 1997                                                                     | Pete Sampras                                               | Patrick Rafter                                                    | ITF; ; ATP Awards; Sampras a vaincu Pioline à Wimbledon, Carlos Moyà à l'Australian Open et Kafelnikov au Singles Championship; Gustavo Kuerten remporta son premier Roland Garros en battant 3 anciens vainqueurs, Muster au 3e tour, Kafelnikov en quarts et Bruguera en finale; Patrick Rafter a gagné l'U.S. Open face à Greg Rusedski; Muster a dominé Bruguera au tournoi de l'ATP à Key Biscayne; Sjeng Schalken a vaincu Marcelo Ríos à l'U.S. Pro; la FIT a désigné Sampras Champion du Monde; l'ATP désigna Sampras « Joueur de l'Année ». |
| 1998                                                                     | Pete Sampras                                               | Marcelo Ríos                                                      | ITF; ATP Awards; Tennis magazine (USA); Sampras a vaincu Ivanišević à Wimbledon; Rafter a conservé son titre à l'U.S. Open en dominant Mark Philippoussis; Moya a gagné Roland Garros face à Corretja et ce dernier a pris sa revanche au Singles Championship; Petr Korda (à ne pas confondre avec Pavel Korda qui joua la Coupe Davis au début des années 1960) a vaincu Rios à l'Australian Open; Rios a dominé Agassi au tournoi de l'ATP à Key Biscayne; Michael Chang a battu Paul Haarhuis à l'U.S. Pro; la FIT a désigné Sampras Champion du Monde; l'ATP désigna Sampras « Joueur de l'Année » ; généralement considéré comme le meilleur joueur du monde Sampras ne fut pas désigné Joueur de l'année par Tennis magazine (USA) qui choisit Rafter bien que l'Australien ne pointait qu'à la 4e place à l'ATP. |
| 1999                                                                     | Andre Agassi                                               | Pete Sampras Ievgueni Kafelnikov                                  | Tennis Magazine (France); ITF; ATP Awards; lors d'un de ses meilleurs matchs sur gazon, Sampras vainquit Agassi à Wimbledon; Agassi a dominé Andreï Medvedev à Roland Garros et Todd Martin à l'U.S. Open revendiquant ainsi la couronne mondiale; Kafelnikov gagna l'Australian Open face à Thomas Enqvist; Sampras remporta aussi le Singles Championship en dominant encore Agassi qu'il a battu 4 fois en 5 rencontres en 1999; Krajicek a battu Sébastien Grosjean au tournoi de l'ATP à Key Biscayne; Marat Safin a dominé Greg Rusedski dans le dernier U.S. Pro de l'histoire et aussi la dernière édition d'un des vieux tournois pro des débuts; la FIT a désigné Agassi Champion du Monde; l'ATP désigna Agassi « Joueur de l'Année » ; Tennis Magazine (France) a classé Agassi #1, Sampras #2 et Kafelnikov #3 (bien que le Russe fut numéro 2 à l'ATP). |
| 2000                                                                     | Gustavo Kuerten                                            | Marat Safin                                                       | Tennis Magazine (France; ATP Awards; ITF; Sampras a remporté son 7e et dernier Wimbledon (Rafter finaliste); Kuerten revendiquait la couronne mondiale en battant Magnus Norman à Roland-Garros et en dominant Sampras et Agassi dans les derniers tours de la Tennis Masters Cup (ex-Masters et ex-Singles Championship); lors de l'un de ses meilleurs matchs sur dur Safin a dominé Sampras à l'U.S. Open; Agassi a vaincu Sampras et Kafelnikov à l'Australian Open; la FIT a désigné Kuerten Champion du Monde; l'ATP désigna Kuerten « Joueur de l'Année » ; Tennis Magazine (France) a confirmé le classement ATP : 1) Kuerten, 2) Safin, 3) Sampras. |
| 2001                                                                     | Lleyton Hewitt                                             | Gustavo Kuerten                                                   | Tennis Magazine (France); ATP Awards; ITF; Lleyton Hewitt (à ne pas confondre avec le bon joueur australien puis sud-africain, Bob Hewitt) a vaincu Sampras à l'U.S. Open et Grosjean à la (Tennis) Masters Cup; Ivanišević a enfin gagné Wimbledon en dominant Rafter qui perdait ainsi sa deuxième finale de suite ; à la fin de l'année, après la finale de la Coupe Davis, le dernier grand serveur-volleyeur de l'histoire du jeu tirait sa révérence; Kuerten décrocha sa dernière grande victoire en battant Corretja à Roland-Garros; Agassi a dominé Arnaud Clément à l'Australian Open; la FIT a désigné Lleyton Hewitt Champion du Monde; l'ATP désigna Hewitt « Joueur de l'Année » ; Tennis Magazine (France) a confirmé le classement ATP : 1) Hewitt, 2) Kuerten, 3) Agassi. |
| 2002                                                                     | Lleyton Hewitt                                             | Andre Agassi                                                      | Tennis Magazine (France; ATP Awards; ITF; Lleyton Hewitt a vaincu David Nalbandian à Wimbledon et Juan Carlos Ferrero à la Tennis Masters Cup; Sampras a battu Agassi à l'U.S. Open : ce fut la dernière rencontre entre les deux joueurs, Sampras gagnant alors son 14e tournoi du Grand Chelem ; Albert Costa (auparavant Alberto Costa) a dominé Ferrero à Roland-Garros; Thomas Johansson a battu Safin à l'Australian Open; la FIT a désigné Lleyton Hewitt Champion du Monde; l'ATP désigna Hewitt « Joueur de l'Année » ; Tennis Magazine (France) a confirmé le classement ATP : 1) Hewitt, 2) Agassi, 3) Safin. |
| 2003                                                                     | Andy Roddick                                               | Roger Federer                                                     | Tennis Magazine (France); ITF; ATP Awards; Roger Federer a commencé son règne à Wimbledon, battant Mark Philippoussis en finale; Andy Roddick fut un bref Champion du Monde, remportant 6 tournois dont trois consécutifs, deux tournois Masters Series, l'Open du Canada à Montréal et Cincinnati, et enfin l'U.S Open face à Ferrero; àRoland-Garros Ferrero a vaincu un étoile filante, Martin Verkerk; Agassi a remporté son dernier tournoi du Grand Chelem, l'Australian Open aux dépens de Rainer Schüttler, une autre étoile filante; Federer a terminé l'année sur une bonne note, sa victoire à la Tennis Masters Cup face à Agassi; la FIT a désigné Roddick Champion du Monde; l'ATP désigna Roddick « Joueur de l'Année » ; Tennis Magazine (France) a classé Roddick #1, Ferrero #2, Agassi #3 et Federer #4 (le magazine n'a classé le Suisse que 4e à cause de ses maigres performances dans les tournois du Grand Chelem si on exclut Wimbledon, alors que l'ATP l'a placé au 2d rang). |
| 2004                                                                     | Roger Federer                                              | Lleyton Hewitt                                                    | ITF; ATP Awards; Federer a remporté l'Australian Open face à Safin, Wimbledon face à Roddick, l'U.S Open et la Masters Cup face à Lleyton Hewitt les deux fois; Gastón Gaudio fut un surprenant vainqueur de Roland-Garros aux dépens du favori Guillermo Coria; la FIT a désigné Federer Champion du Monde; l'ATP désigna Federer « Joueur de l'Année » ; Tennis Magazine (France) a classé Federer #1, Lleyton Hewitt #2, Roddick #3 (classement ATP : Federer #1, Roddick #2, Lleyton Hewitt #3). |
| 2005                                                                     | Roger Federer                                              | Rafael Nadal                                                      | ATP Awards; Federer a atteint quatre demi-finales dans les tournois du Grand Chelem, remportant Wimbledon face à Roddick et l'U.S. Open face à Agassi; Safin a vaincu Lleyton Hewitt à l'Australian Open; Rafael Nadal a dominé Mariano Puerta à Roland-Garros; Nalbandian a remporté son premier grand tournoi, la Tennis Masters Cup aux dépens de Federer; la FIT a désigné Federer Champion du Monde; l'ATP désigna Federer « Joueur de l'Année » ; Tennis Magazine (France) a classé Federer #1, Nadal #2, Lleyton Hewitt #3 and Roddick #4 (classement ATP : Federer #1, Nadal #2, Roddick #3, Lleyton Hewitt #4 : comme en 2004 le magazine a privilégié les performances supérieures de Hewitt à celles de Roddick dans les grands tournois). |
| 2006                                                                     | Roger Federer                                              | Rafael Nadal                                                      | ITF; ATP; comme en 2004 Federer a réussi un Petit Chelem et même un peu mieux : seulement 5 défaites et des victoires à l'Australian Open (Márcos Baghdatís finaliste), à Wimbledon (Nadal finaliste), à l'U.S. Open (face à Roddick) et à la Masters Cup (James Blake finaliste); le Suisse a aussi disputé la finale de Roland-Garros gagnée par Nadal; probablement personne ne contestera la hiérarchie de l'ATP Race : 1) Federer 1674 points, 2) Nadal 894 points, les deux joueurs ayant complètement dominé le circuit jusqu'à Wimbledon avant que l'Espagnol à la fois physiquement fatigué et cherchant à améliorer sa technique, ne laisse le Suisse engranger tous les grands titres. Federer précisa que sa finale de Masters Cup face à Blake fut probablement le meilleur match de sa carrière jusque-là; Tennis Magazine (France), privilégiant les grands événements classa Federer #1, Nadal #2, Nikolay Davydenko #3, Nalbandian #4, Roddick #5, Márcos Baghdatís #6, Ivan Ljubičić #7, Blake #8, Tommy Robredo #9, Mario Ančić #10, Tommy Haas #11, Hewitt #12, Fernando González #13, Tomáš Berdych #14, Novak Djokovic #15 (classement ATP : Federer #1, Nadal #2, Davydenko #3, Blake #4, Ljubičić #5, Roddick #6, Robredo #7, Nalbandian #8, Ančić #9, Gonzalez #10, Haas #11, Baghdatís #12, Berdych #13, David Ferrer #14, Jarkko Nieminen #15). |
| 2007                                                                     | Roger Federer                                              | Rafael Nadal                                                      | ITF; ATP; comme en 2004 et 2006 Federer a réussi un Petit Chelem en remportant l'Australian Open (Fernando González finaliste), Wimbledon (Nadal finaliste), et l'U.S. Open (Novak Djokovic finaliste); il a aussi remporté la Tennis Masters Cup (David Ferrer finaliste). Le magazine français « Tennis Magazine » accordant plus d'importance, à raison, aux épreuves majeures que ne le fait le classement ATP, contredit un peu ce dernier, plaçant par exemple Roddick devant Ferrer : 1) Federer, 2) Nadal, 3) Djokovic, 4) Nikolay Davydenko, 5) Andy Roddick, 6) David Ferrer, 7) Fernando González, 8) Richard Gasquet, 9) David Nalbandian, 10) Tommy Haas, 11) Andy Murray, 12) Tommy Robredo, 13) James Blake, 14) Tomáš Berdych, 15) Márcos Baghdatís (classement ATP technique : 1) Federer 1436 points, 2) Nadal 1147 points et 3) Novak Djokovic 894 points). |
| 2008                                                                     | Rafael Nadal                                               | Roger Federer                                                     | International Tennis Federation (ITF); Association of Tennis Professionals (ATP) year-ending computer rankings. Rafael Nadal a remporté Roland-Garros pour la quatrième fois de suite comme Björn Borg auparavant (en dominant pour la 4e fois Federer dans ce tournoi dont 3 fois consécutivement en finale). Il a aussi remporté pour la première fois Wimbledon (en battant Roger Federer pour la deuxième fois de rang en finale d'un tournoi du Grand Chelem); et il est devenu le premier Espagnol à remporter le titre en simple aux Jeux olympiques. Roger Federer a gagné pour la cinquième fois (consécutive) l'U.S. Open (Andy Murray finaliste). Novak Djokovic a gagné son premier tournoi du Grand Chelem à l'occasion de l'Australian Open, et aussi remporté la Tennis Masters Cup de fin d'année aux dépens de Nikolay Davydenko en finale. Nadal a été désigné "champion du monde" par la fédération internationale (FIT). Tennis Magazine (France) a choisi Nadal comme joueur de l'année (Federer deuxième). Au classement ATP de fin d'année, Nadal a terminé 1er, Federer 2e, Novak Djokovic 3e et Murray 4e. |
| 2009                                                                     | Roger Federer                                              | Rafael Nadal                                                      | International Tennis Federation (ITF); Association of Tennis Professionals (ATP) year-ending computer rankings. Roger Federer a remporté son premier Roland-Garros en battant Robin Söderling qui avait battu Rafael Nadal puis remporte un 15e Grand Chelem à Wimbledon face à Andy Roddick où le 5e set a été le plus long des finales de Grand Chelem (16-14), et battant le record de Pete Sampras (14 titres du Grand Chelem). Néanmoins Federer ne détient pas Le Record absolu de tournois majeurs qui comprend a) les tournois du Grand Chelem du circuit amateur avant 1968, b) les tournois du Grand Chelem de l'ère Open depuis 1968 et c) les tournois professionnels majeurs d'avant 1968 (Wembley Pro, l'U.S. Pro, le French Pro), détenu par Ken Rosewall avec 23 tournois (ce record tient compte de tournois avec de faibles tableaux et exclut aussi de plus grands tournois); Federer atteint les finales de l'Open d'Australie (battu par Rafael Nadal) et de l'US Open (battu par Del Potro). Davydenko remporte le Masters face à del Potro. Tennis Magazine (France) a choisi Federer comme joueur de l'année. Au classement ATP de fin d'année, Federer a terminé 1er, Nadal 2e, Novak Djokovic 3e, Murray 4e, del Potro 5e. |
| 2010                                                                     | Rafael Nadal                                               | Roger Federer                                                     | International Tennis Federation (ITF); Association of Tennis Professionals (ATP) year-ending computer rankings. Rafael Nadal est devenu le septième joueur de l'histoire à réaliser le Grand Chelem en carrière (remporter au moins une fois les quatre tournois du Grand-Chelem). Il a remporté Roland-Garros prenant sa revanche en finale face à Robin Söderling, Wimbledon (battant Thomas Berdych en finale) et l'US Open (face à Novak Djokovic en finale). Roger Federer a remporté l'Open d'Australie (Andy Murray finaliste) et terminant l'année en remportant la Tennis Masters Cup (battant Nadal en finale).(ITF) a nommé Nadal champion du monde. Tennis Magazine (France) a classé Nadal en premier. Au classement ATP de fin d'année, Nadal a terminé premier, Federer deuxième, Djokovic troisième, Murray quatrième et Söderling cinquième. |
| 2011                                                                     | Novak Djokovic                                             | Rafael Nadal                                                      | International Tennis Federation (ITF); Association of Tennis Professionals (ATP) year-ending computer rankings. Novak Djokovic est devenu le onzième joueur de l'histoire à réaliser un Petit Chelem (remporter au moins trois des quatre tournois du Grand-Chelem la même année), en plus des deux joueurs qui ont réalisé le Grand Chelem. Il a remporté l'Open d'Australie (Andy Murray finaliste), Wimbledon et l'US Open (en battant à chaque fois Nadal en finale). Seul Roland-Garros lui échappe, battu par Roger Federer en demi-finale. Ce dernier échoue une nouvelle fois en finale face à son éternel rival qui remporte un 6e titre, égalant le record de Björn Borg. Djokovic, qui ne perd son premier match de l'année qu'à Roland Garros, prend l'ascendant sur Nadal qu'il bat six fois de suite en finale dont deux fois sur terre battue. Sa saison aurait pu battre des records s'il n'avait pas calé un peu en fin d'année. Federer qui n'a pas fait mieux qu'une finale en Grand Chelem cette année, finit le plus fort, en remportant notamment pour la 6e fois la Tennis Masters Cup. Cela ne l'empêche pas de finir l'année à la 3e place, son plus mauvais résultat depuis 2003. Tennis Magazine (France) a classé Djokovic en premier comme étant le joueur de l'année. Au classement ATP, Djokovic finit premier, Nadal deuxième, Federer troisième, Murray finit quatrième, Ferrer cinquième et Tsonga sixième. |
| 2012                                                                     | Novak Djokovic                                             | Roger Federer                                                     | International Tennis Federation (ITF); Association of Tennis Professionals (ATP) year-ending computer rankings. Novak Djokovic remporte l'Australian Open en début de saison face à Rafael Nadal. Il arrive à Roland-Garros avec le rêve de réaliser un Grand Chelem sur 2 ans. Mais il échoue en finale face à Nadal qui remporte son 7e Roland Garros, dépassant le record qu'il détenait avec Bjorn Borg. À Wimbledon, c'est Roger Federer qui remporte le titre face à Andy Murray. Il remporte son 17e tournoi du Grand Chelem et reprend la place de no 1 qu'il avait quitté en mai 2010. Il s'y maintiendra pour dépasser les 300 semaines en haut de la hiérarchie. Le tournoi de Londres voit également la défaite de Nadal au 2e tour. L'Espagnol, blessé au genou, ne remontera plus sur un court jusqu'à la fin de la saison. Les Jeux olympiques ont lieu cette année, avec la même finale qu'à Wimbledon, mais c'est le Britannique qui s'impose. Il réitère son exploit à l'US Open où il s'impose face à Djokovic pour remporter son 1er Grand Chelem. Pour terminer l'année, Federer ne reproduit pas ses résultats en fin de saison de l'année 2011. Il perd sa place de numéro 1 au profit de Djokovic avant le Masters, lors desquels il s'incline en finale face à son successeur. Murray complète le podium devant Nadal et Ferrer. Tennis Magazine (France) a classé Djokovic premier comme étant le joueur de l'année. |
| 2013                                                                     | Rafael Nadal                                               | Novak Djokovic                                                    | International Tennis Federation (ITF); Association of Tennis Professionals (ATP) year-ending computer rankings. En début de saison, Novak Djokovic remporte l'Australian Open face à Andy Murray pour la quatrième fois égalant le record du nombre de victoires de Roger Federer et d'Andre Agassi dans l'ère Open. En remportant Roland-Garros face à David Ferrer, Rafael Nadal devient le premier joueur à gagner huit fois un même tournoi du Grand Chelem effaçant ainsi des tablettes les sept victoires de Roger Federer et de Pete Sampras à Wimbledon. Andy Murray remporte Wimbledon et devient le premier joueur britannique depuis Fred Perry en 1936 à gagner le tournoi londonien, soit 77 ans plus tard. Ce tournoi du Grand Chelem londonien voit également Nadal perdre au 1er tour et Federer au 2e tour alors que ce dernier en était à 36 quarts de finale consécutifs en Grand Chelem. À l'US Open, Nadal s'impose face à Djokovic pour la deuxième fois. En fin de saison, Djokovic gagne de nouveau le Masters en s'imposant contre Nadal. Au classement ATP, Nadal finit premier devant Djokovic. Ferrer qui complète le podium devant Murray quatrième, del Potro cinquième et Federer sixième. Tennis Magazine (France) a classé Nadal premier comme étant le joueur de l'année devant Djokovic et Murray qui complètent le podium. Djokovic a été désigné "champion du monde" par la fédération internationale (FIT). |
| 2014                                                                     | Novak Djokovic                                             | Roger Federer                                                     | International Tennis Federation (ITF); Association of Tennis Professionals (ATP) year-ending computer rankings. En début de saison à lAustralian Open, Novak Djokovic, triple tenant du titre, se fait éliminer en quart de finale par le futur vainqueur du tournoi Stanislas Wawrinka qui bat Rafael Nadal en finale. À Roland-Garros, Rafael Nadal remporte le tournoi pour la neuvième fois en battant Novak Djokovic, améliorant ainsi son record de nombre de victoires dans un même tournoi du Grand Chelem et devient le premier joueur à gagner cinq fois consécutivement le tournoi parisien. À Wimbledon, Novak Djokovic remporte le tournoi londonien pour la deuxième fois après son succès de 2011 en battant au terme d'une finale de haute volée en cinq sets Roger Federer. Ce tournoi du Grand Chelem londonien permet à Djokovic de reprendre la première place mondiale à Rafael Nadal et la conserve jusqu'à la fin de saison. À l'US Open, les deux premières têtes de série du tournoi Novak Djokovic et Roger Federer se font éliminer respectivement par le Japonais Kei Nishikori et le Croate Marin Čilić en demi-finale du tournoi. En finale, Čilić s'impose contre Nishikori. Pour terminer la saison, Djokovic gagne de nouveau le Masters par forfait contre Federer. Au classement ATP, Djokovic finit premier devant Federer et Nadal, Wawrinka quatrième, Nishikori cinquième et Murray sixième. Djokovic a été désigné "champion du monde" par la fédération internationale (FIT). |
| 2015                                                                     | Novak Djokovic                                             | Andy Murray                                                       | International Tennis Federation (ITF); Association of Tennis Professionals (ATP) year-ending computer rankings. En début de saison, Novak Djokovic remporte l'Australian Open pour la cinquième fois dépassant le record qu'il détenait avec Andre Agassi et Roger Federer dans l'ère open. À Roland-Garros, Stanislas Wawrinka remporte le tournoi pour la première fois en battant en finale Novak Djokovic, qui avait battu le quintuple tenant du titre Rafael Nadal en quart de finale. À Wimbledon, Novak Djokovic remporte le tournoi londonien pour la troisième fois contre Roger Federer. À l'US Open, Novak Djokovic remporte le tournoi pour la deuxième fois après celui de 2011 en battant en finale Roger Federer et réalise ainsi le Petit Chelem (remporter au moins trois des quatre tournois du Grand-Chelem la même année) pour la deuxième fois de sa carrière après celui de 2011. Pour terminer la saison, Djokovic gagne de nouveau le Masters pour la quatrième fois consécutivement et le remporte pour la cinquième fois contre Federer. Au classement ATP, Djokovic finit premier devant Murray et Federer, Wawrinka quatrième, et Nadal cinquième. Djokovic a été désigné "champion du monde" par la fédération internationale (FIT). |
| 2016                                                                     | Andy Murray                                                | Novak Djokovic                                                    | International Tennis Federation (ITF); Association of Tennis Professionals (ATP) year-ending computer rankings. En début de saison, Novak Djokovic remporte l'Australian Open pour la sixième fois, égalant le record absolu du tournoi de Roy Emerson. À Roland-Garros, Novak Djokovic remporte le tournoi pour la première fois de sa carrière en battant en finale Andy Murray, réalisant ainsi le Grand Chelem en carrière (remporter au moins une fois les quatre tournois du Grand Chelem) et devenant également le premier joueur depuis Rod Laver en 1969 à détenir simultanément les trophées des quatre tournois majeurs pour compléter le Grand Chelem à cheval sur deux ans. À Wimbledon, Andy Murray s'impose pour la deuxième fois de sa carrière en battant Milos Raonic en finale. Aux Jeux olympiques, Andy Murray remporte le tournoi à Rio de Janeiro en battant en finale Juan Martín del Potro et devient ainsi le premier joueur à conserver son titre en simple. À l'US Open, Stanislas Wawrinka remporte le tournoi pour la première fois de sa carrière en battant de nouveau en finale Novak Djokovic après celle de Roland-Garros 2015. En fin de saison, Andy Murray gagne pour la première fois le Masters en battant en finale Novak Djokovic, le quadruple tenant du titre. Au classement ATP, Andy Murray finit premier devant Novak Djokovic et Milos Raonic, Stanislas Wawrinka quatrième, et Kei Nishikori cinquième. Murray a été désigné "champion du monde" par la fédération internationale (ITF). |
| 2017                                                                     | Rafael Nadal                                               | Roger Federer                                                     | International Tennis Federation (ITF); Association of Tennis Professionals (ATP) year-ending computer rankings. La saison 2017 est marquée par le retour au premier plan des trentenaires Rafael Nadal qui s'impose pour la 10e fois à Roland-Garros et remporte l'US Open et les Masters 1000 de Monte-Carlo et Madrid et Roger Federer qui ne dispute que 12 tournois mais remporte l'Open d'Australie, Wimbledon et les Masters 1000 d'Indian Wells, Miami et Shanghai. Les deux premiers du classement de la saison précédente Andy Murray et Novak Djokovic vivent une saison écourtée par les blessures et sortent du top 10 mondial. |
| 2018                                                                     | Novak Djokovic                                             | Rafael Nadal                                                      | International Tennis Federation (ITF); Association of Tennis Professionals (ATP) year-ending computer rankings. En début de saison, Roger Federer remporte pour la seconde année consécutive et pour la 6e fois l'Open d'Australie égalant le record co-détenu par Novak Djokovic et Roy Emerson. Par la suite il redevient numéro un mondial durant quelques semaines devenant ainsi le joueur le plus âgé à atteindre le sommet mondial. Il prolonge ainsi le record de semaines passées à la place de numéro 1 à 310 semaines. Rafael Nadal remporte pour la seconde année consécutive et pour la 11e fois Roland-Garros. Novak Djokovic qui connait un début de saison compliqué après une opération mineure au coude remporte Wimbledon pour la 4e fois de sa carrière puis l'US Open pour la 3e fois. Il remporte également pour la première fois le Masters 1000 de Cincinnati devenant ainsi le premier joueur à remporter au moins une fois chaque Masters 1000 (Career Golden Masters). Cette deuxième partie de saison lui permet de finir l'année à la première place mondiale pour la 5e fois de sa carrière devant Rafael Nadal et Roger Federer. Il est également nommé "champion du monde" par la fédération internationale (ITF). |
| 2019                                                                     | Rafael Nadal                                               | Novak Djokovic                                                    | International Tennis Federation (ITF); Association of Tennis Professionals (ATP) year-ending computer rankings. Novak Djokovic remporte l'Open d'Australie et Wimbledon et Rafael Nadal remporte Roland-Garros et l'US Open. Le Serbe occupe la tête du classement ATP durant les 10 premiers mois puis se fait dépasser par l'Espagnol début novembre. Le Masters est remporté par le jeune Grec Stéfanos Tsitsipás. Rafael Nadal termine la saison à la première place pour la 5e fois de sa carrière. |
| 2020                                                                     | Novak Djokovic                                             | Rafael Nadal                                                      | International Tennis Federation (ITF); Association of Tennis Professionals (ATP) year-ending computer rankings. En début de saison, Novak Djokovic remporte pour la 8e fois l'Open d'Australie devenant seulement le 3e joueur après Roger Federer et Rafael Nadal à posséder au moins 8 titres dans un même tournoi du Grand Chelem. Il remporte également pour la seconde fois le Masters 1000 de Cincinnati devenant ainsi le premier joueur à remporter au moins deux fois chaque Masters 1000 (Career Golden Masters), étant déjà l'unique joueur à les avoir tous remportés au moins une fois. Rafael Nadal remporte pour la 13e fois Roland-Garros égalant ainsi le record des 20 titres du Grand Chelem détenu par Roger Federer. Djokovic finit l'année à la première place mondiale pour la 6e fois de sa carrière devant Rafael Nadal égalant le record de Pete Sampras et devient le joueur le plus âgé à finir numéro un en fin de saison. |
| 2021                                                                     | Novak Djokovic                                             | Daniil Medvedev                                                   | International Tennis Federation (ITF); Association of Tennis Professionals (ATP) year-ending computer rankings. En début de saison, Novak Djokovic remporte pour la 9e fois l'Open d'Australie en battant le Russe Daniil Medvedev. Il remporte également pour la seconde fois Roland-Garros en battant Rafael Nadal en demi-finale devenant ainsi le premier joueur de l'ère Open et le troisième de l'histoire après les Australiens Roy Emerson et Rod Laver à remporter au moins deux fois chaque Grand Chelem. Il remporte aussi Wimbledon égalant ainsi le record des 20 titres du Grand Chelem détenu par Roger Federer et Rafael Nadal. Mais il s'incline en demi-finale des Jeux olympiques. Il perd également en finale de l'US Open contre Daniil Medvedev. Djokovic remporte le Masters 1000 de Paris-Bercy contre Daniil Medvedev et remporte son 37e titre en Masters 1000 devenant ainsi le plus titré devant Rafael Nadal avec 36 titres. Djokovic finit l'année à la première place mondiale pour la 7e fois de sa carrière devant Daniil Medvedev dépassant le record de Pete Sampras. |
| 2022                                                                     | Carlos Alcaraz                                             | Rafael Nadal                                                      | Association of Tennis Professionals (ATP) year-ending computer rankings. L'Espagnol Carlos Alcaraz termine la saison à la première place du classement ATP après avoir remporté son premier tournoi du Grand Chelem à l'US Open. Il devient le plus jeune joueur à terminer une saison à la première place mondiale. Rafael Nadal, qui a remporté deux tournois du Grand Chelem à l'Open d'Australie et Roland-Garros et ainsi porté le record de titres du Grand Chelem à 22, est désigné Champion du monde par l'ITF. |
| 2023                                                                     | Novak Djokovic                                             | Carlos Alcaraz                                                    | Association of Tennis Professionals (ATP) year-ending computer rankings. Novak Djokovic termine la saison à la première place du classement ATP, pour la 8e fois de sa carrière, après avoir remporté trois tournois du Grand Chelem (Open d'Australie, Roland-Garros et US Open) et atteint la finale de Wimbledon, qu'il perd contre Carlos Alcaraz. Il porte ainsi le record de titres en Grand Chelem à 24. Il remporte également le Masters de fin d'année, son 7e. Carlos Alcaraz termine la saison à la deuxième place du classement ATP après un titre en Grand Chelem à Wimbledon et deux titres en Masters 1000 à Indian Wells et Madrid. |
| 2024                                                                     | Jannik Sinner                                              | Alexander Zverev                                                  | Association of Tennis Professionals (ATP) year-ending computer rankings. Jannik Sinner termine la saison à la première place du classement ATP, pour la première fois de sa carrière, après avoir remporté deux tournois du Grand Chelem (Open d'Australie et US Open), trois Masters 1000 et le Masters de fin d'année. Alexander Zverev termine la saison à la deuxième place du classement ATP après une finale à Roland-Garros et deux titres en Masters 1000 à Rome et Paris-Bercy. |

## Classements officieux avant 1973
Avant 1968 il existait deux circuits principaux :
a) le circuit amateur dirigé par les instances officielles internationale (Fédération Internationale de Lawn Tennis (FILT) devenue par la suite Fédération internationale de tennis (FIT)) et nationales. La FILT organisait notamment la plus grande épreuve d'alors, la Coupe Davis qui fut la compétition suprême du tennis amateur et qui souvent désignait le meilleur joueur amateur (en 1931 Henri Cochet ne disputa qu'un seul match, qu'il perdit d'ailleurs, dans les tournois qui firent partie plus tard du Grand Chelem mais fut malgré tout désigné numéro 1 amateur mondial par Arthur Wallis Myers, un des plus grands chroniqueurs de tennis de l'époque, parce que le Mousquetaire avait gagné ses deux simples de Challenge Round en Coupe Davis). Les Fédérations nationales organisaient différents tournois dont les Championnats Internationaux de leur pays et notamment ceux du Grand Chelem;
b) le circuit professionnel organisé par des promoteurs. Aucun joueur officiellement professionnel (c'est-à-dire qui déclarait ses gains au fisc) n'était admis à participer à toute épreuve organisé par la Fédération Internationale (Coupe Davis, ...) ou par une quelconque Fédération Nationale (tournoi du Grand Chelem, ...).
Le tennis est né selon les sources entre 1858 et 1870. En 1858 le Major Harry Gem esquissa une sorte de court de tennis sur le gazon de sa propriété : il joua un jeu assez similaire au tennis actuel. Vers 1863 le Major Wingfield pratiqua aussi une sorte de tennis dans sa résidence à Londres. Vers 1869 dans le Warwickshire, Harry Gem et son ami espagnol Augurio Perera expérimentèrent une nouvelle version du jeu qu'ils appelèrent d'abord pelota puis plus tard lawn rackets. Gem, Perera et Frederic Haynes et Arthur Tomkin formèrent un club à Leamington : ce fut le premier club de lawn tennis du monde. Ce fut donc probablement Harry Gem qui a inventé le « tennis moderne » (issu du Jeu de paume français) mais c'est Wingfield qui est passé à la postérité car il a commercialisé ce sport sous le nom de « Sphairistike » le 23 février 1874. Il semble que le premier tournoi de tennis eut lieu en août 1876 sur un court aménagé dans la propriété de M. William Appleton à Nahant dans le Massachusetts et remporté par James Dwight.
Suivit le tournoi de Wimbledon en 1877 (9-16 juillet). Puis de nouveaux tournois furent rapidement organisés (les Championnats amateurs d'Irlande en 1879 au Fitzwilliam Club de Dublin, ceux de Bohême la même année et ceux de la colonie australienne du Victoria à Melbourne en 1880, ...). Le tennis est donc né sous l'ère victorienne avec des règles victoriennes : le sport dans ces conditions ne pouvaient être pratiqué que comme un loisir par de riches aristocrates, donc sans besoin d'argent pour vivre, et ne pouvait donc faire l'objet d'une profession rémunérée. Ceci explique pourquoi les professionnels du tennis furent longtemps bannis du circuit traditionnel. De plus les responsables du tennis, très jaloux de leur autorité, un autre héritage de l'époque victorienne, n'auraient jamais voulu avoir affaire à des joueurs professionnels indépendants de leur volonté : ce fut donc une autre raison pour écarter les « pros » du circuit traditionnel.
Du fait de la séparation des circuits il était très difficile de classer l'ensemble des joueurs des tennis : pendant longtemps seul des classements des joueurs amateurs du circuit traditionnel furent publiés et donc omettant les meilleurs joueurs professionnels. Au tout début cela avait un sens car il n'existait pas de circuit professionnel au sens actuel du terme mais quelques tournois opposant de simples professeurs (enseignants du tennis) qui n'avaient pas le niveau des meilleurs amateurs. Par exemple en 1923 le professeur Darsonval joua une rencontre officieuse contre le jeune amateur Cochet que ce dernier remporta 3 sets à 1. Le premier grand tournoi professionnel international dont on a une trace maintenant, vers 1921, fut la Bristol Cup, organisée selon les éditions à Beaulieu ou à Cannes sur la Côte d'Azur. Mais au fur et à mesure que le circuit professionnel attira de bons joueurs et joueuses (la première grande tournée professionnelle eut lieu à l'automne 1926 en Amérique du Nord avec pour tête d'affiche la meilleure joueuse du monde, Suzanne Lenglen) les classements devinrent de plus en plus injustes car uniquement réservés aux amateurs. Or depuis 1948, le meilleur joueur du monde a toujours été un pro ce qui rend tous les classements de l'époque inadéquats. De 1959 à 1961 le journaliste Robert Roy, de l'Équipe, a publié ses propres classements mondiaux en combinant les joueurs amateurs et professionnels. Mais comme il mourut d'un accident de la route au printemps 1962 en voulant couvrir le tournoi de Monte-Carlo, ce type de classement ne fut pas souvent renouvelé. Depuis certaines personnes tentent plus ou moins difficilement d'établir des classements « mixtes » des années pré-Open (avant 1968) comme Ray Bowers (pour les années 1928 à 1941, série en cours). Mais ceci s'avère être un exercice périlleux (mais louable malgré tout).
Prenons l'exemple de 1937. Cette année-là le circuit amateur connut une hiérarchie très claire. Les trois plus grandes épreuves d'alors furent dans l'ordre, la Coupe Davis, Wimbledon et Forest Hills (siège des Internationaux amateurs des États-Unis). Le grand vainqueur fut Donald Budge qui chaque fois dans les matchs décisifs s'imposa à Gottfried von Cramm : no 1 amateur Budge, no 2 amateur Von Cramm. Le circuit professionnel était plus « nébuleux » car lui-même séparé en deux circuits : le circuit des tournées rémunératrices et le circuit des tournois peu rémunérateurs. Ellsworth Vines qui était la tête d'affiche des pros disputa naturellement les tournées (et aucun tournoi) face à la nouvelle recrue, Fred Perry, no 1 mondial amateur en 1936 et donc joueur le plus populaire du monde vu que le circuit amateur était bien plus prisé par le grand public que le circuit pro. Parallèlement les autres professionnels comme Hans Nüsslein se contentaient des miettes financières distribuées par les tournois (Vines et Perry touchèrent chacun plusieurs dizaines de milliers de dollars pour deux tournées en 1937 alors que Nüsslein ne touchait qu'entre 200 et 300 dollars quand il gagnait un tournoi). À l'issue des deux tournées professionnelles Vines et Perry qui s'étaient rencontrés 70 fois dans l'année, gagnèrent chacun 35 matchs (Perry battit aussi Bill Tilden 4 matchs à 3). Nüsslein remporta tous les plus grands tournois de l'année, the Coronation Plate à Wembley, Roland Garros Pro, Southport Pro, le World Pro à Paris en indoor, le Dutch Pro et Wembley Pro sauf le German Pro. Mais il ne rencontra jamais ni Vines ni Perry en 1937. Vines fut même un recordman du genre puisqu'il ne disputa aucun tournoi pendant 3 ans et demi entre Wembley en octobre 1935 (qu'il remporta) et Wembley en mai 1939 (qu'il perdit). Déjà au sein des pros il fut très difficile d'établir une hiérarchie. S'appuyant sur le fait que Vines a) avait dominé Nüsslein avant leur « séparation » en 1935 à la fois en tournoi et en tournée et b) lors de son retour en 1939 avait à nouveau très légèrement dominé l'Allemand, Ray Bowers proposa de classer Vines juste au-dessus de Nüsslein en 1937 : cet argument est très fragile mais fut le seul existant. Comme Perry avait été quasiment l'égal de Vines en tournée, le classement pro de Bowers fut le suivant : 1) Vines, Perry, 3) Nüsslein (4) Tilden). Problème suivant : fusionner les classements amateur et professionnel. Là Ray Bowers s'en remit aux déclarations d'époque de Jack Kramer et de Vines lui-même pour classer ... Vines, Perry et Budge 1ers ex aequo devant Nüsslein et von Cramm eux aussi ex aequo. Il fut donc souvent très difficile de classer le meilleur joueur du monde jusqu'en 1947 inclus.
Cette année-là Bobby Riggs remporta les deux plus grands tournois professionnels, l'US Pro à Forest Hills et l'US Pro Indoor à Philadelphia en battant à chaque fois en finale Donald Budge. Kramer de son côté gagna les plus grandes épreuves amateures, la Coupe Davis, Forest Hills, Wimbledon (et le Pacific Southwest à Los Angeles). Kramer disputa son 1er match professionnel le 26 décembre 1947 face à Riggs qui remporta cette 1re rencontre. Kramer qui à l'époque jouait encore beaucoup du fond du court. Riggs continua de mener légèrement lors des premières rencontres : 2 matchs gagnés pour 1 perdu fin décembre 1947, puis 3-1 et 8-6 après le 16 janvier 1948. Difficile de savoir dans ces conditions qui fut le véritable no 1 mondial en 1947 d'autant plus qu'en 1948, Kramer ayant peur de perdre la tournée (donc de ne plus avoir dès lors de valeur commerciale et donc de prendre une retraite anticipée) prit le plus grand risque professionnel de sa vie en abandonnant sa manière de jouer, calquée sur celle de ses héros de jeunesse, Vines et Budge, et en adoptant, sur surfaces rapides, le jeu d'attaque à outrance du « service-volée » et du « retour-volée » en appliquant à la lettre les consignes du tennis pourcentage qu'il a rendu célèbre depuis. Grâce à ce pari osé, Kramer renversa la tendance et remporta aisément la tournée fin mai 1948.
À partir de 1948, le meilleur professionnel a régulièrement battu la nouvelle grande recrue amateure : il est donc généralement reconnu que le meilleur joueur d'une année donnée fut toujours dans les rangs professionnels (un léger doute subsiste pour l'année 1952). Mais même cela ne permet pas d'établir de longs classements détaillés combinant professionnels et amateurs faute de suffisamment de rencontres entre eux. Enfin du fait même de la structure du tennis professionnel de l'époque, plus ou moins scindé en deux circuits, celui des tournées et celui des tournois, il est difficile voire impossible de déterminer qui fut le roi des pros certaines années (cf. l'exemple de 1937) : Kramer, Pancho Segura et Pancho Gonzales furent les meilleurs pros en 1950 et 1951. Kramer fut indiscutablement le meilleur en tournée puisqu'il domina aisément Gonzales en (1949 - ) 1950, 96 victoires à 27, et Segura en (1950 - ) 1951, 64-28 (ou 58-27). Mais Segura (suivi de Gonzales) fut indubitablement le meilleur en tournois ces deux années-là. Même situation en 1953 où Kramer fut le meilleur en tournée mais Segura et Frank Sedgman dominèrent les tournois et en 1960 où Gonzales fut impérial en tournée et où Ken Rosewall remporta les grands tournois. Enfin en 1952 Gonzales remporta tous les tournois pros où il fut engagé hormis l'US Pro où il atteignit la finale, battu par Segura. En tournois les deux joueurs se rencontrèrent six fois, Gonzales sortant vainqueur cinq fois. Il semble qu'à l'été 1952 fut organisée une mini-tournée avec Gonzales, Segura, Kramer et Budge (les seuls résultats connus pour l'instant sont ceux de Paris, 28 juin 1952, Segura bat Budge; et Paris 29 juin 1952, Segura bat Gonzales 62 62 et Kramer bat Budge 57 60 63). Malgré cela et de manière étonnante, la Professional Lawn Tennis Association (PLTA) qui n'exista que quelques années, publia un classement professionnel où elle plaça Segura en tête bien que Gonzales fût clairement le meilleur pro.
Autre sujet de faiblesse des classements : les grandes guerres mondiales. Aucun classement mondial ne fut proposé pendant ces guerres si on excepte la tentative d'un classement très restreint de Ray Bowers effectué en 2006 pour les années 1940 et 1941. Certaines grandes nations du tennis ont publié (quelquefois par intermittence) des classements amateurs nationaux comme les États-Unis via l'USLTA (United States Lawn Tennis Association).
Avant 1973 aucune instance internationale ne publiait à l'époque un classement mondial « officiel » même pour les seuls amateurs. Seuls des journalistes ou des officiels à titre personnel ou des promoteurs ou des joueurs eux-mêmes proposaient leur propre liste. Il a donc fallu attendre environ 115 ans après la naissance du tennis pour qu'un classement régulier soit plus ou moins adopté par le monde du tennis, le classement créé en 1973 par le syndicat des joueurs de tennis professionnels, l'ATP. Depuis 1973 des personnes continuent malgré tout de publier des classements qui diffèrent légèrement du classement ATP car les calculs informatiques ne peuvent prendre en compte tous les paramètres.

## Tennis professionnel en Europe avant 1926
Le promoteur américain Charles C. Pyle organisa la première tournée professionnelle en Amérique du Nord qui débuta à New York le dimanche 9 octobre 1926. Ce fut la première compétition professionnelle de tennis sur le sous-continent nord-américain (le premier tournoi professionnel nord-américain fut le « Southern Pro » au Palm Beach Tennis Club en mars 1927). Le 1er match (match préliminaire) opposa Vincent Richards, considéré comme le 6e amateur du monde par Arthur Wallis Myers, au Français Paul Féret. Le match qui suivit (match principal) opposa Suzanne Lenglen, la meilleure joueuse du monde devant Helen Wills, à la Californienne Mary Kendall Browne, finaliste quelques mois auparavant des Internationaux amateurs de France face à ... la Française.
Mais avant cette première tournée, d'autres personnes vivaient du tennis : les professeurs de tennis qui donnaient des leçons contre rémunération dans des clubs privés ou dans des parcs publics. Du fait qu'ils acceptaient de l'argent en retour de leur service, il ne leur était pas permis de participer à une quelconque épreuve amateur (tournoi, épreuve par équipe). Parmi les plus anciennes rencontres professionnelles connues on peut citer celles qui opposèrent George Kerr, Irlandais du Fitzwilliam Club de Dublin, à Tom Pettitt, le meilleur professionnel des États-Unis à l'époque : en 1889 l'Irlandais battit l'Américain trois fois en quatre confrontations. En juin 1890 Kerr et Pettitt s'affrontèrent encore trois fois à Dublin, Kerr remportant tous les matchs. Il y eut aussi un tournoi professionnel disputé, sous forme de poule, à Paris sur courts couverts en avril 1898 : Thomas Burke, Irlandais (enseignant au Tennis Club de Paris et ancien professeur de Joshua Pim, à ne pas confondre avec le champion olympique du 100 m en 1896, Thomas Edward Burke) et son compatriote George Kerr battirent tous deux Tom Fleming du Queen’s Club, et Burke domina Kerr 6-2 4-6 6-1 5-7 6-4 dans un match sensationnel. En 1900 lors de l'Exposition à Paris un tournoi professionnel sur terre battue fut organisé avec Thomas Burke terminant premier devant son compatriote George Kerr et l'Anglais Charles Hierons. Au printemps 1903 à Nice, toujours sur terre battue, furent organisés simultanément une compétition amateur et une compétition professionnelle, Reginald Frank Doherty vainqueur de la première affronta Thomas Burke vainqueur de la compétition professionnelle, R.F. Doherty gagna 1-6 6-1 6-0 6-0 (la même semaine eurent lieu les championnats amateurs du Sud de la France « South of France Championships », à ... Nice aussi, remportés par le frère, Hugh Lawrence Doherty). Thomas Burke était considéré comme aussi bon que la plupart des meilleurs amateurs de l'époque mais est totalement oublié de nos jours de même Charles Haggett, le meilleur professeur anglais des années 1910 qui s'installa aux États-Unis en 1913, invité par le West Side Tennis Club de Forest Hills, et devint l'entraîneur de l'équipe de Coupe Davis des États-Unis : lors de matchs d'entraînement il eut l'occasion de battre Wilding et McLoughlin alors les deux meilleurs amateurs du monde.
Puis au fil des années les professionnels ont mis sur pied quelques tournois en Europe. Dans les années 1920 les meilleurs de ces joueurs furent probablement Karel Koželuh et Albert Burke (ce dernier étant le fils de Thomas Burke). Karel Koželuh remporta en particulier 7 éditions consécutives de la Bristol Cup, seul tournoi mondial significatif de l'époque («the world's only significant pro tennis tournament.»). Koželuh en particulier ayant été un des meilleurs professionnels dans les années 1930 avec des victoires sur Vines, Tilden ou Hans Nüsslein on peut supposer qu'il fit partie (avec Albert Burke) pendant quelques années dans le Top 10 avant 1928, sachant que cette année-là fut la première année proposant un classement combinant à la fois les professionnels et les amateurs dans les sources indiquées dans cet article.
Avant 1928 les classements proposés ici ne concernent donc que les amateurs.

## Sources (classements et autres informations)
Les années 1913 à 1927 présentent encore plus de difficultés et d'ambigüités. Cependant les classements proposés ci-dessous proviennent de sources reconnues. En voici quinze :
- The Official Encyclopedia of Tennis (1981) de l'USTA United States Tennis Association (l'ancienne USLTA) propose des classements annuels des 10 « meilleurs » joueurs de 1914 à 1980. Ces classements furent publiés par divers journalistes comme ceux du The Daily Telegraph, journal de Londres : Arthur Wallis Myers (1913-1938), John Olliff (1939-1951), et Lance Tingay (1952-1967). Malheureusement ces classements ne prenaient en compte que les joueurs amateurs jusqu'en 1967. Par conséquent quelques-uns des meilleurs joueurs, à partir des années 1920, ne furent pas classés car joueurs professionnels. Par exemple certains considèrent que Tilden fut en 1931, sa première année chez les pros, le meilleur joueur du monde mais il est absent de la liste de Myers (bien que ce dernier a souvent assisté à des rencontres professionnelles dans les années 1920 et 30 et qu'il connaissait parfaitement le jeu des joueurs pros).

- History of the Pro Tennis Wars, par Ray Bowers, est un site Web[20] inséré dans le site The Tennis Server. En treize chapitres, Bowers livre un compte rendu très détaillé des vingt premières années du tennis professionnel qui ont suivi la première tournée professionnelle avec Suzanne Lenglen et Vincent Richards comme têtes d'affiche, de 1926 à 1945. Figurent pour chaque année les résultats assez détaillées des grandes tournées ainsi que des principaux tournois professionnels. Bowers propose son premier classement professionnel à partir de 1927 et son premier classement, professionnels et amateurs confondus à partir de 1928 en intégrant le classement des amateurs publié par The Daily Telegraph (jusqu'en 1939). Bowers est probablement la source la plus fiable (mais pas parfaite) du tennis professionnel entre la fin de 1926 et 1945.

- Total Tennis: The Ultimate Tennis Encyclopedia (2003), par Bud Collins. Ce gros travail relate l'histoire du tennis, année après année, et se focalise avant 1968 principalement sur le tennis amateur avec cependant un bref résumé sur le tennis pro. Sont aussi publiés des classements (les 10 premiers joueurs) : ceux du The Daily Telegraph jusqu'en 1967 (amateurs seulement), ceux de l'auteur, professionnels et amateurs confondus, entre 1968 et 1972 et enfin ceux de l'ATP en fin d'année à partir de 1973 jusqu'en 2002.

- The History of Professional Tennis (2003) par Joe McCauley. Ce livre, publié en Grande-Bretagne, synthétise les grandes confrontations professionnelles, année par année, de 1926 à 1968. L'annexe comprend environ 80 pages consacrées à tous les résultats que l'auteur (qui fut pendant longtemps journaliste à World Tennis, le grand mensuel américain créé en 1953) a pu retrouver depuis les débuts (vers 1911) du professionnalisme jusqu'à la première année de l'open (1968).

- PLTA. The Professional Lawn Tennis Association fut constitué d'un groupe de joueurs professionnels à la fin des années 1940 et au début des années 1950. Cette association (apparemment appelée PPA, Professional Players Association pendant quelques années notamment en 1946) a publié son propre classement des meilleurs joueurs professionnels.

- The Game, My 40 Years in Tennis (1979), par Jack Kramer. Comme son titre l'indique l'autobiographie de Kramer insiste principalement sur les 40 années où Kramer fut un personnage central du tennis, d'abord comme joueur puis comme promoteur du tennis professionnel entre 1939 et 1979.

- L'Association of Tennis Professionals (ATP) qui a publié son propre classement des joueurs depuis 1973.

- Tennis Is My Racket (1949), par Bobby Riggs. L'autobiographie de Riggs propose des informations sur l'année 1946 légèrement différentes d'autres sources. Il s'étend aussi beaucoup sur l'année 1948 mais ne dit rien sur ses propres résultats de l'année 1947, année conflictuelle en matière de sources..

- The Life & Times of Bobby Riggs, The Last Sure Thing (2003) par Tom LeCompte. Une biographie publiée après la mort de Riggs qui confirme les informations du joueur pour 1946 mais qui est en désaccord avec les autres sources pour l'année 1947.

- Vainqueurs 1946-1991 Winners, (1991) par Michel Sutter. Ce livre liste l'ensemble des finales ainsi que les scores et les dates du dernier jour de tous les tournois, d'un niveau supérieur ou égal aux tournois challengers de maintenant (avec en général au moins 8 joueurs à quelques exceptions près), que l'auteur a pu retrouver. Pour chaque année l'auteur a écrit un commentaire en français et en anglais. En 2003 l'auteur a publié une version actualisée, Dico du Tennis Masculin Men's Tennis Dictionary Vainqueurs Winners Tournois Tournaments 1946-2003 mais réduite qui liste l'ensemble des vainqueurs de tournois avec leurs victoires et les années correspondantes.

- Histoiredutennis.com est un site Web français, http://bmarcore.club.fr/tennis/menu-tennis.html, actualisé en fonction des nouvelles découvertes de l'auteur (quelques-unes des informations du tennis pro en 1954 sont conflictuelles avec celles de McCauley ou celles de Pancho Gonzales dans son autobiographie « Man with a racket » publiée en 1959.

- DER GRÖSSTE MEISTER Die denkwürdige Karriere des australischen Tennisspielers Kenneth Robert Rosewall, (1999) par Robert Geist. Un compte-rendu détaillé de la carrière de Ken Rosewall avec beaucoup de statistiques et en particulier ses classements annuels y compris pendant sa carrière professionnelle.

- Anthony Wilding A Sporting Life, (2005) by Len and Shelley Richardson

- Royal South Yarra Lawn Tennis Club 100 Years in Australian Tennis, by Richard Yallop

- Modern Tennis (1915), by P.A. Vaile (second edition)

- Kings of the court. The story of lawn tennis. par E.C. Potter. (Barnes and Company, New York, 1963.) Beaucoup de détails sur la période qui a précédé la 1re guerre mondiale.

- Fifty years of Wimbledon.  par Arthur Wallis Myers. (The Field, London, 1926.) Chaque année de Wimbledon détaillée.

Il existe néanmoins quelques divergences entre toutes ces sources, notamment entre celles de Ray Bowers et de Joe McCauley.

## Numéros 1 par nombre d'annéesdepuis 1877
Estimations de journalistes, d'officiels comme la Fédération internationale de tennis, de promoteurs ou même de joueurs de tennis…
Lorsqu'une année le numéro 1 mondial est relativement sûr, l'année est écrite en caractères gras (par exemple Kramer fut indubitablement le meilleur joueur du monde en 1949) et lorsqu'une année plusieurs joueurs sont susceptibles d'être numéros 1 ex aequo, cette année est en caractère normal (par exemple Vines, Budge et Perry furent considérés co-numéros 1 mondiaux en 1937; de même pour Rosewall, Newcombe et Laver en 1970)
- 9 ans Novak Djokovic, 2011, 2012, 2013, 2014, 2015, 2018, 2020, 2021, 2023
- 8 ans Pancho Gonzales, 1952, 1954, 1955, 1956, 1957, 1958, 1959, 1960
- 7 ans William Renshaw, 1881, 1882, 1883, 1884, 1885, 1886, 1889
- 7 ans Bill Tilden, 1920, 1921, 1922, 1923, 1924, 1925, 1931
- 7 ans Rod Laver, 1964, 1965, 1966, 1967, 1968, 1969, 1970
- 6 ans Reginald Doherty, 1897, 1898, 1899, 1900, 1901, 1902
- 6 ans Jack Kramer, 1947, 1948, 1949, 1950, 1951, 1953
- 6 ans Ken Rosewall, 1960, 1961, 1962, 1963, 1964, 1970
- 6 ans Pete Sampras, 1993, 1994, 1995, 1996, 1997, 1998
- 6 ans Rafael Nadal, 2008, 2010, 2013, 2017, 2019, 2022
- 5 ans Roger Federer, 2004, 2005, 2006, 2007, 2009
- 5 ans Joshua Pim, 1890, 1891, 1893, 1894, 1895
- 5 ans William Larned, 1901, 1902, 1908, 1909, 1910
- 5 ans Lawrence Doherty, 1902, 1903, 1904, 1905, 1906
- 5 ans Fred Perry, 1934, 1935, 1936, 1937, 1941
- 5 ans Donald Budge, 1937, 1938, 1939, 1940, 1942
- 4 ans Wilfred Baddeley, 1891, 1892, 1895, 1896
- 4 ans Ellsworth Vines, 1932, 1935, 1936, 1937
- 4 « périodes » Bobby Riggs, 1941, 1943-1945, 1946, 1947 (Riggs est considéré comme le meilleur joueur du monde pour la période 1943-1945 pendant laquelle l’activité tennistique a été réduite à cause de la guerre; c’est pourquoi un classement pour chaque année ne serait peut-être très pertinent : Riggs par exemple n’a joué qu’un seul match en 1943, aucun en 1944 et environ une vingtaine en 1945)
- 4 ans Björn Borg, 1977, 1978, 1979, 1980
- 3 ans Ernest Renshaw, 1887, 1888, 1892
- 3 ans Anthony Wilding, 1911, 1912, 1913
- 3 ans Henri Cochet, 1928, 1929, 1930
- 3 ans Jimmy Connors, 1974, 1976, 1982
- 3 ans John McEnroe, 1981, 1983, 1984
- 3 ans Ivan Lendl, 1985, 1986, 1987
- 2 ans John Hartley, 1879, 1880
- 2 ans Willoughby Hamilton, 1889, 1890
- 2 ans Ernest Lewis, 1891
- 2 ans Malcolm Whitman, 1899, 1900
- 2 ans Norman Brookes, 1907, 1911
- 2 ans Maurice McLoughlin, 1912, 1914
- 2 ans Bill Johnston, 1919, 1922
- 2 ans René Lacoste, 1926, 1927
- 2 ans Pancho Segura, 1950, 1952
- 2 ans John Newcombe, 1970, 1971
- 2 ans Stan Smith, 1971, 1972
- 2 ans Stefan Edberg, 1990, 1991
- 2 ans Lleyton Hewitt, 2001, 2002
- 1 an Spencer Gore, 1877
- 1 an Frank Hadow, 1878
- 1 an Herbert Lawford, 1887
- 1 an Wilberforce Eaves, 1897
- 1 an Robert Wrenn, 1897
- 1 an Arthur Gore, 1901
- 1 an Gerald Patterson, 1919
- 1 an Jack Crawford, 1933
- 1 an Ilie Năstase, 1973
- 1 an Arthur Ashe, 1975
- 1 an Guillermo Vilas, 1977
- 1 an Mats Wilander, 1988
- 1 an Boris Becker, 1989
- 1 an Jim Courier, 1992
- 1 an Andre Agassi, 1999
- 1 an Gustavo Kuerten, 2000
- 1 an Andy Roddick, 2003
- 1 an Andy Murray, 2016
- 1 an Carlos Alcaraz, 2022
- 1 an Jannik Sinner, 2024

## Plus grands numéros 1 mondiaux par décennie
- Années 1870 - John Hartley, 1879, 1880
- Années 1880 - William Renshaw, 1881, 1882, 1883, 1884, 1885, 1886, 1889 & Ernest Renshaw, 1887, 1888, 1892
- Années 1890 - Reginald Doherty, 1897, 1898, 1899, 1900, 1901, 1902 & Wilfred Baddeley, 1891, 1892, 1895, 1896
- Années 1900 - Lawrence Doherty, 1902, 1903, 1904, 1905, 1906 & Joshua Pim, 1890, 1891, 1893, 1894, 1895
- Années 1910 - Anthony Wilding, 1911, 1912, 1913
- Années 1920 - Bill Tilden, 1920, 1921, 1922, 1923, 1924, 1925, 1931
- Années 1930 - Ellsworth Vines, 1932, 1935, 1936, 1937 & Fred Perry, 1934, 1935, 1936, 1937, 1941 & Donald Budge, 1937, 1938, 1939, 1940, 1942
- Années 1940 - Bobby Riggs, 1941, 1943-1945, 1946, 1947 & Jack Kramer, 1947, 1948, 1949, 1950, 1951, 1953
- Années 1950 - Pancho Gonzales, 1952, 1954, 1955, 1956, 1957, 1958, 1959, 1960
- Années 1960 - Ken Rosewall, 1960, 1961, 1962, 1963, 1964, 1970 & Rod Laver, 1964, 1965, 1966, 1967, 1968, 1969, 1970

Ère Open
- Années 1970 - Jimmy Connors, 1974, 1976, 1982 & Björn Borg, 1977, 1978, 1979, 1980
- Années 1980 - John McEnroe, 1981, 1983, 1984 & Ivan Lendl, 1985, 1986, 1987
- Années 1990 - Pete Sampras, 1993, 1994, 1995, 1996, 1997, 1998
- Années 2000 - Roger Federer, 2004, 2005, 2006, 2007, 2009
- Années 2010 - Novak Djokovic, 2011, 2012, 2014, 2015, 2018 & Rafael Nadal, 2010, 2013, 2017, 2019
- Années 2020 - Novak Djokovic, 2020, 2021, 2023

 Rafael Nadal est le seul joueur à avoir été numéro 1 mondial lors de trois décennies différentes : 2000, 2010 et 2020. 

## Défaites du numéro un mondial
Boris Becker est le seul joueur à avoir battu six no 1 différents. Rafael Nadal détient le record du nombre de victoires (23) face à un leader du classement ainsi que le record du nombre de victoires face à un même leader du classement : il a battu 13 fois Roger Federer lorsque celui-ci était au sommet de la hiérarchie mondiale du tennis. Le joueur n'ayant jamais accédé à la 1re place ayant battu le plus de no 1 est Juan Martín del Potro avec 10 succès.
| #   | Joueur                | Victoires | Détail                                                        |
| 1er | Rafael Nadal          | 23        | 13 Federer, 10 Djokovic                                       |
| 2e  | Boris Becker          | 19        | 7 Lendl, 4 Sampras, 3 Courier, 3 Edberg, 1 Agassi, 1 Wilander |
| 3e  | Novak Djokovic        | 16        | 10 Nadal, 3 Federer, 2 Alcaraz, 1 Murray                      |
| 4e  | Ivan Lendl            | 14        | 11 McEnroe, 2 Edberg, 1 Borg                                  |
| 5e  | Andy Murray           | 12        | 5 Djokovic, 4 Federer, 3 Nadal                                |
| 6e  | John McEnroe          | 11        | 5 Lendl, 4 Borg, 2 Connors                                    |
| 7e  | Andre Agassi          | 10        | 5 Sampras, 2 Edberg, 1 Kuerten, 1 Hewitt, 1 Safin             |
| 7e  | Roger Federer         | 10        | 5 Djokovic, 3 Nadal, 1 Roddick, 1 Hewitt                      |
| 7e  | Juan Martín del Potro | 10        | 4 Federer, 3 Djokovic, 3 Nadal                                |
| 10e | Stefan Edberg         | 9         | 6 Lendl, 2 Sampras, 1 Wilander                                |

## Comparaison du classement et des distinctions
| Année | Premier du classement ATP | Joueur de l'année ATP | Champion du monde ITF |  |
| ----- | ------------------------- | --------------------- | --------------------- |  |
| 1973  | Ilie Năstase              |                       |                       |  |
| 1974  | Jimmy Connors             |                       |                       |  |
| 1975  | Jimmy Connors             | Arthur Ashe           |                       |  |
| 1976  | Jimmy Connors             | Björn Borg            |                       |  |
| 1977  | Jimmy Connors             | Björn Borg            |                       |  |
| 1978  | Jimmy Connors             | Björn Borg            | Björn Borg            |  |
| 1979  | Björn Borg                | Björn Borg            | Björn Borg            |  |
| 1980  | Björn Borg                | Björn Borg            | Björn Borg            |  |
| 1981  | John McEnroe              | John McEnroe          | John McEnroe          |  |
| 1982  | John McEnroe              | Jimmy Connors         | Jimmy Connors         |  |
| 1983  | John McEnroe              | John McEnroe          | John McEnroe          |  |
| 1984  | John McEnroe              | John McEnroe          | John McEnroe          |  |
| 1985  | Ivan Lendl                | Ivan Lendl            | Ivan Lendl            |  |
| 1986  | Ivan Lendl                | Ivan Lendl            | Ivan Lendl            |  |
| 1987  | Ivan Lendl                | Ivan Lendl            | Ivan Lendl            |  |
| 1988  | Mats Wilander             | Mats Wilander         | Mats Wilander         |  |
| 1989  | Ivan Lendl                | Boris Becker          | Boris Becker          |  |
| 1990  | Stefan Edberg             | Stefan Edberg         | Ivan Lendl            |  |
| 1991  | Stefan Edberg             | Stefan Edberg         | Stefan Edberg         |  |
| 1992  | Jim Courier               | Jim Courier           | Jim Courier           |  |
| 1993  | Pete Sampras              | Pete Sampras          | Pete Sampras          |  |
| 1994  | Pete Sampras              | Pete Sampras          | Pete Sampras          |  |
| 1995  | Pete Sampras              | Pete Sampras          | Pete Sampras          |  |
| 1996  | Pete Sampras              | Pete Sampras          | Pete Sampras          |  |
| 1997  | Pete Sampras              | Pete Sampras          | Pete Sampras          |  |
| 1998  | Pete Sampras              | Pete Sampras          | Pete Sampras          |  |
| 1999  | Andre Agassi              | Andre Agassi          | Andre Agassi          |  |
| 2000  | Gustavo Kuerten           | Gustavo Kuerten       | Gustavo Kuerten       |  |
| 2001  | Lleyton Hewitt            | Lleyton Hewitt        | Lleyton Hewitt        |  |
| 2002  | Lleyton Hewitt            | Lleyton Hewitt        | Lleyton Hewitt        |  |
| 2003  | Andy Roddick              | Andy Roddick          | Andy Roddick          |  |
| 2004  | Roger Federer             | Roger Federer         | Roger Federer         |  |
| 2005  | Roger Federer             | Roger Federer         | Roger Federer         |  |
| 2006  | Roger Federer             | Roger Federer         | Roger Federer         |  |
| 2007  | Roger Federer             | Roger Federer         | Roger Federer         |  |
| 2008  | Rafael Nadal              | Rafael Nadal          | Rafael Nadal          |  |
| 2009  | Roger Federer             | Roger Federer         | Roger Federer         |  |
| 2010  | Rafael Nadal              | Rafael Nadal          | Rafael Nadal          |  |
| 2011  | Novak Djokovic            | Novak Djokovic        | Novak Djokovic        |  |
| 2012  | Novak Djokovic            | Novak Djokovic        | Novak Djokovic        |  |
| 2013  | Rafael Nadal              | Rafael Nadal          | Novak Djokovic        |  |
| 2014  | Novak Djokovic            | Novak Djokovic        | Novak Djokovic        |  |
| 2015  | Novak Djokovic            | Novak Djokovic        | Novak Djokovic        |  |
| 2016  | Andy Murray               | Andy Murray           | Andy Murray           |  |
| 2017  | Rafael Nadal              | Rafael Nadal          | Rafael Nadal          |  |
| 2018  | Novak Djokovic            | Novak Djokovic        | Novak Djokovic        |  |
| 2019  | Rafael Nadal              | Rafael Nadal          | Rafael Nadal          |  |
| 2020  | Novak Djokovic            | Novak Djokovic        | Non attribué          |  |
| 2021  | Novak Djokovic            | Novak Djokovic        | Novak Djokovic        |  |
| 2022  | Carlos Alcaraz            | Carlos Alcaraz        | Rafael Nadal          |  |
| 2023  | Novak Djokovic            | Novak Djokovic        | Novak Djokovic        |  |
| 2024  | Jannik Sinner             | Jannik Sinner         | Jannik Sinner         |  |

## Numéros 1 en double
Le classement ATP en double a été publié pour la première fois en mars 1976.
|    | Joueur          | Nombre total de semaines |
| -- | --------------- | ------------------------ |
| 1  | Mike Bryan      | 506                      |
| 2  | Bob Bryan       | 439                      |
| 3  | John McEnroe    | 269                      |
| 4  | Todd Woodbridge | 204                      |
| 5  | Daniel Nestor   | 108                      |
| 6  | Anders Järryd   | 107                      |
| 7  | Mate Pavić      | 97                       |
| 8  | Frew McMillan   | 85                       |
| 9  | Mark Woodforde  | 83                       |
| 10 | Jonas Björkman  | 74                       |
| 11 | Paul Haarhuis   | 71                       |
| 12 | Robert Farah    | 68                       |
| 13 | Raúl Ramírez    | 67                       |
| 14 | Mark Knowles    | 65                       |
| 15 | Jacco Eltingh   | 63                       |
| 16 | Robert Seguso   | 62                       |
| 17 | Max Mirnyi      | 57                       |
| 18 | Marcelo Melo    | 56                       |
| 19 | Nenad Zimonjić  | 50                       |

## Histoire
- History of the Pro Tennis Wars, by Ray Bowers
  - Chapter I: Suzanne Lenglen and the First Pro Tour
  - Chapter II, Part 1: The eminence of Karel Koželuh and Vincent Richards 1927-1928
  - Chapter II, Part 2: Deja vu 1929-1930
  - Chapter III: Tilden's Year of Triumph in 1931
  - Chapter IV: Tilden and Nusslein, 1932-1933
  - Chapter V: The Early Ascendancy of Vines, 1934
  - Chapter VI: Vines's Second Year: 1935
  - Chapter VII: Awaiting Perry, 1936
  - Chapter VIII: Perry and Vines, 1937
  - Chapter IX: Readying for Budge, 1938
  - Chapter X: Budge's Great Pro Year, 1939
  - Chapter XI: America, 1940-1941
  - Chapter XII: America, 1942